# Fußball in Luxemburg

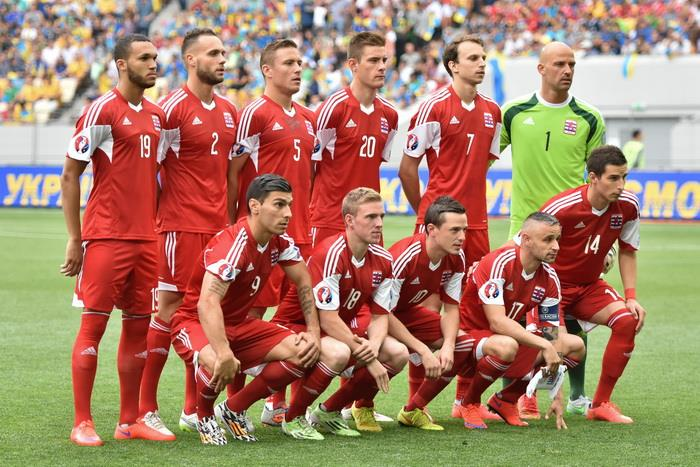
Die luxemburgische Nationalmannschaft 2015

Fußball (luxemburgisch Foussball) ist die beliebteste Sportart in Luxemburg. Es besteht ein Ligasystem, an dessen Spitze die BGL Ligue steht. In ihr wird der luxemburgische Fußballmeister ermittelt. Zugleich gibt es nationale Pokalwettbewerbe wie die Coupe de Luxembourg. Im Jahr 2016 waren rund 31.000 lizenzierte Spieler in 105 Vereinen aktiv.

## Geschichte

### Anfänge des luxemburgischen Fußballs

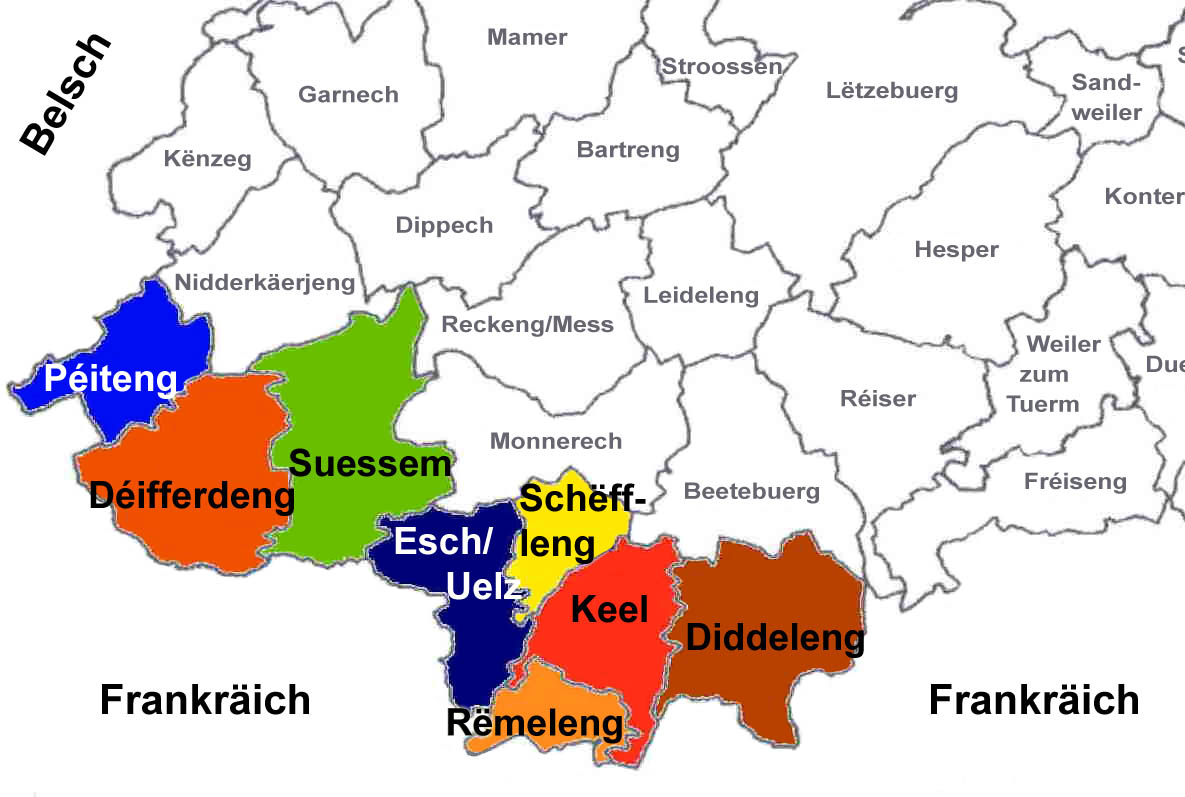
Die „Minettsgéigend“ im Süden Luxemburgs

Die Geschichte des Fußballs in Luxemburg nahm ihren Anfang mit der Rückkehr des Englischlehrers Jean „John“ Roeder von einem Studienaufenthalt in England, der um das Jahr 1902 das Fußballspiel in der Escher Industrie- und Handelsschule einführte. Er begeisterte seine Schüler für den auf dem europäischen Kontinent noch jungen Fußballsport. Gegen heftigen Widerstand seitens der Lehrerschaft und der Kirche gründete er 1906 den ersten luxemburgischen Fußballverein, den Football and Lawn-Tennis-Club, kurz Fola, der auch heute noch besteht.

„Bald wurde in Wiesen und Brachland an der Landesgrenze, bald hinter der Other Brücke, bald in der Nachbarschaft der Ziegelei gespielt, je nach dem Ausgang homerischer Kämpfe mit den Besitzern oder Pächtern der betreffenden Grundstücke.“

Der Fußball entwickelte sich in kürzester Zeit nach seiner Einführung in allen Bevölkerungsschichten zur populärsten Sportart des Großherzogtums. Er verlor früh seinen zunächst elitären Charakter und wurde Massensport. Besonders in den Arbeitervierteln der Bergbau- und Industrieregion im Süden des Landes bot er einen willkommenen Ausgleich zu der schweren körperlichen Arbeit. Die Arbeiterbewegung hatte dem Turnsport bereits Ende des 19. Jahrhunderts unter dem Motto „Ein freier Geist in einem freien Körper“ neuen Auftrieb gegeben. Sozialisten und Gewerkschaftler versuchten, ihren Einflussbereich auf den Fußball auszuweiten. Doch auch das liberale Unternehmertum erkannte im Fußballsport die Möglichkeit, das Gemeinschaftsleben der Arbeiter auch außerhalb des Betriebes zu gestalten. Ingenieure und Beamte der Hüttenwerke übernahmen die Leitung der Fußballvereine im Süden. Die Hüttengesellschaften stellten den Vereinen gratis Grundstücke als Spielfeld zur Verfügung. Noch heute sind die erfolgreichsten Vereine Luxemburgs fast ausschließlich im Süden des Landes angesiedelt. Mit dem CS Grevenmacher im Jahr 2003 gelang es erst einem Verein, der nicht im Minett oder der Landeshauptstadt Luxemburg beheimatet ist, die Meisterschaft zu gewinnen.
In der Spielzeit 1909/10 wurde erstmals eine luxemburgische Meisterschaft unter dem Namen Lëtzebuerger Championnat ausgetragen. 1913 fand aufgrund organisatorischer Probleme keine Meisterschaft statt. Trotz der Besatzung Luxemburgs durch deutsche Truppen während des Ersten Weltkrieges lief ein regelmäßiger Spielbetrieb; von 1914 bis 1932 unter dem Namen Éischt Divisioun und ab 1932 als Éirendivisioun (dt. Ehrendivision). 1922 wurde erstmals der Coupe de Luxembourg ausgetragen.

### Deutsche Besatzungszeit (1940–1944)
Luxemburg wurde am ersten Tag des Westfeldzuges 1940 von der deutschen Wehrmacht besetzt. Am 29. Juli 1940 wurde es zum CdZ-Gebiet Luxemburg erklärt. Damit einhergehend wurde die so genannte „Germanisierung“ Luxemburgs, d. h. die Tilgung alles Andersartigen bzw. „Nicht-Deutschen“ wie etwa Wörtern und Namen französischen Ursprungs betrieben. Dies hatte zahlreiche Umbenennungen und sogar Verbote luxemburgischer Fußballvereine zur Folge. Die luxemburgischen Vereine wurden vom Fachamt Fußball in die Gauliga Moselland Gruppe West und ihre nachgeordneten Spielklassen eingegliedert.

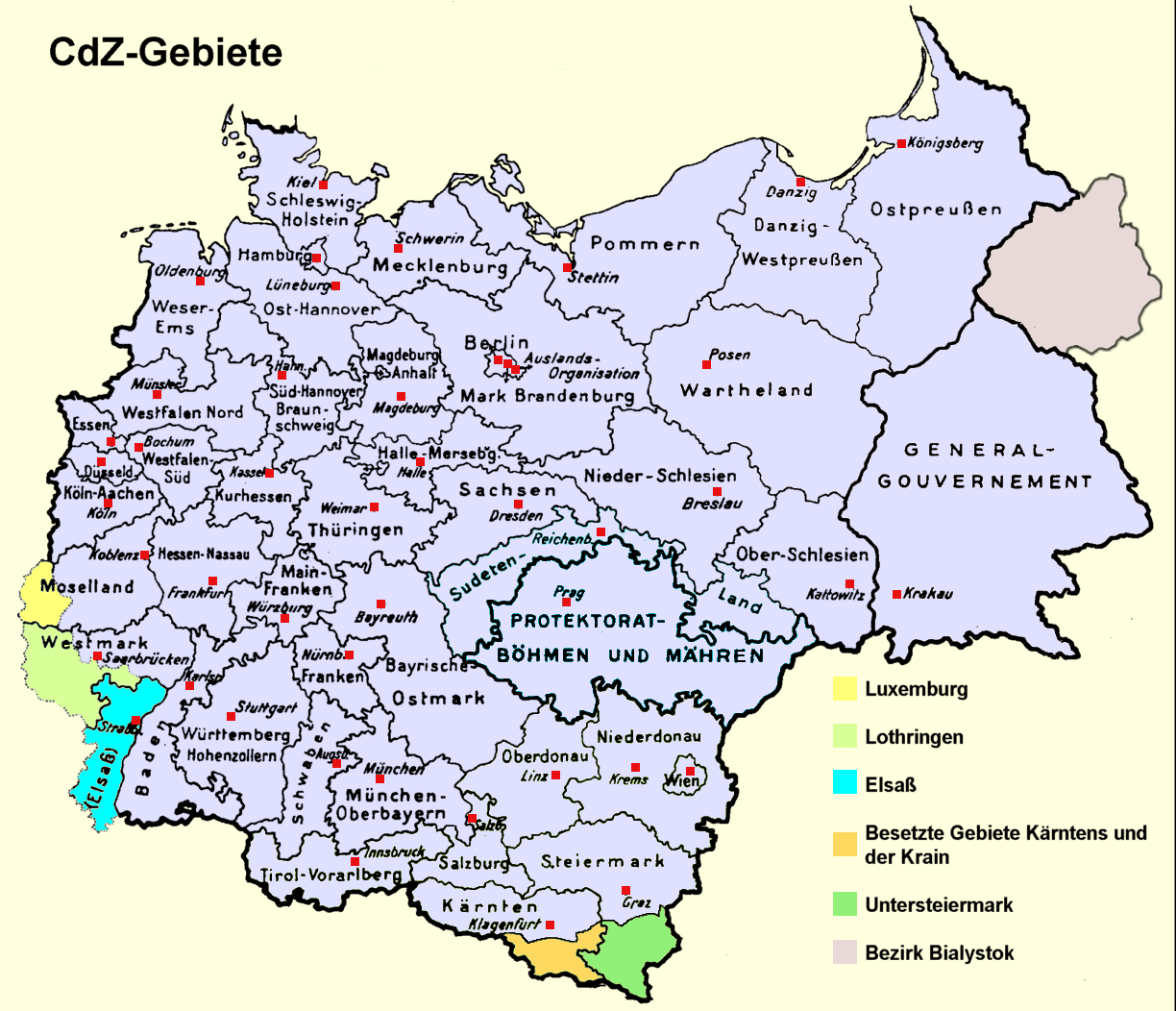

Folgende Vereine nahmen am Spielbetrieb der Gauliga Moselland zwischen 1941 und 1944 teil:
- FV Stadt Düdelingen (Stade Dudelange)
- FK Niederkorn (FC Progrès Niederkorn)
- Moselland Luxemburg (Spora Luxemburg)
- SV Düdelingen (US Dudelange)
- SV Schwarz-Weiß Esch (Jeunesse Esch)
- Schwarz-Weiß Wasserbillig (Jeunesse Wasserbillig).

FV Stadt Düdelingen wurde 1942 Meister der Weststaffel und gewann durch zwei Siege im Finale gegen den Meister der Oststaffel Eintracht Bad Kreuznach die Meisterschaft der Gauliga Moselland 1941/42. Dadurch erreichte Düdelingen die Endrunde der deutschen Fußballmeisterschaft. Durch ein 0:2 gegen den damaligen Serienmeister FC Schalke 04 schied Düdelingen bereits in der Qualifikationsrunde aus.
Nicht nur die Vereine waren von Repressalien der Besatzungsmacht betroffen. So war der spätere Nationalspieler Nicolas Birtz von August 1942 bis zum 8. Mai 1945 im SS-Sonderlager Hinzert sowie im Konzentrationslager Natzweiler-Struthof inhaftiert.
Der frühere österreichische Nationalspieler Maximilian „Max“ Gold emigrierte 1938 nach dem „Anschluss“ Österreichs an das Deutsche Reich nach Luxemburg und trainierte ab September des Jahres Jeunesse Esch. Nachdem er im November 1941 eine Anordnung der Gestapo zur Zwangsarbeit in Cinqfontaines „zur Konzentrierung aller Juden“ erhalten hatte, gelang ihm und seiner Familie mit Hilfe des
luxemburgischen Widerstands die Flucht.

### Nach dem Zweiten Weltkrieg

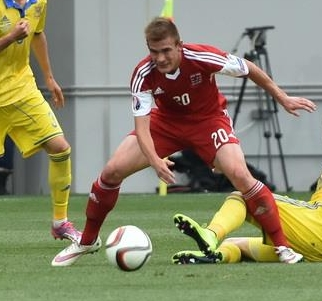
Nationalspieler David Turpel

Nach der Befreiung Luxemburgs wurde bereits 1944/45 der Spielbetrieb wieder aufgenommen. Die meisten Vereine nahmen ihren ursprünglichen Namen wieder an oder wurden neu gegründet. 1957 wurde die höchste Spielklasse in Nationaldivision umbenannt. Diese Bezeichnung führte sie bis 2006.
Die ersten Jahre der Nachkriegszeit bis Mitte der Fünfzigerjahre dominierten vor allem Stade Düdelingen und bis in die späten 1990er Jahre Jeunesse Esch die Nationaldivision. Vereinzelt gelang es anderen Vereinen, die Meisterschaft zu gewinnen. Im Jahre 2000 gewann der Fusionsverein F91 Düdelingen, in dem 1991 auch CS Le Stade aufging, den ersten von bisher 16 Meistertiteln. 1 Seit 1995 ging der Titel mit Ausnahme des Jahres 2003 ausschließlich an Vereine aus Düdelingen und Esch.
1963 gelang der luxemburgischen Nationalmannschaft mit dem Erreichen des letzten Ausscheidungsrunde vor der Europameisterschaft 1964 der bis heute größte internationale Erfolg.
Der vermeintlich chancenlose „Fußballzwerg“ hatte sein Heimrecht verkauft, um zumindest höhere Einnahmen erzielen zu können. Statt der nur 6.000 Zuschauer, die das eigene Stadion in Luxemburg fasste, verfolgten 36.523 das »Heimspiel« der Luxemburger im Olympiastadion von Amsterdam, wo der krasse Außenseiter der Elftal ein 1:1-Unentschieden abtrotzte. Das Rückspiel vor 42.385 Zuschauern am 30. Oktober 1963 im Stadion De Kuip gewannen die Roten Löwen durch zwei Tore von Camille Dimmer mit 2:1 und zogen in die Runde der letzten acht Mannschaften ein.
Die folgenden Jahrzehnte waren von chronischer Erfolglosigkeit des Nationalteams gekennzeichnet. Zwischen 1973 und 1995 gelang der luxemburgischen Nationalmannschaft kein einziger Pflichtspielsieg. In den Jahren 1980 bis 1985 verlor die Auswahl des Landes 35 Spiele in Folge. Vereinzelt gelangen der Mannschaft in der EM-Qualifikation Achtungserfolge wie die knappe 2:3-Niederlage 1990 gegen den frisch gebackenen Weltmeister Deutschland oder ein 0:1 gegen die Niederlande 2007. Am 13. Oktober 2007 glückte der Mannschaft beim 1:0-Sieg in Belarus nach mehr als zwölf Jahren wieder ein Sieg in einem EM-Qualifikationsspiel. Blieb Luxemburg bei der Qualifikation zur Weltmeisterschaft 2006 trotz fünf erzielter Tore noch punktlos, gelang der Mannschaft am 10. September 2008 ein sensationeller 2:1-Sieg im WM-Qualifikationsspiel in Zürich gegen die hochfavorisierten Schweizer.
Seit Ende der 2000er Jahre ist sowohl auf Nationalmannschafts- als auch auf Vereinsebene ein Aufwärtstrend erkennbar. So sorgten Luxemburger Vereine in den europäischen Wettbewerben vereinzelt für Furore, und auch die Roten Löwen erwiesen sich in den Qualifikationsspielen zu Welt- und Europameisterschaften zunehmend konkurrenzfähig. In den Spielen zur Qualifikation für die Weltmeisterschaft 2014 in Brasilien erzielten die Luxemburger durch einen Sieg und drei Unentschieden mit 6 Punkten das bis dato beste Ergebnis in einer WM-Qualifikation seit Einführung der Drei-Punkte-Regel. Dieser Erfolg wurde im Rahmen der Qualifikation für die WM 2022 mit drei Siegen und 9 Punkten übertroffen. Auch in den Qualifikationsspielen zur Fußball-Weltmeisterschaft 2018 in Russland sorgte Luxemburg mit spektakulären Ergebnissen für Aufsehen. So erreichte die Mannschaft mit einem stark ersatzgeschwächten Kader drei Tage nach dem 1:0-Sieg im Heimspiel gegen die Auswahl von Belarus am 31. August 2017 gegen den haushohen Favoriten Frankreich in Toulouse ein 0:0. Nicht zuletzt aufgrund dieser Resultate verbesserte sich Luxemburg von Rang 136 bis auf Platz 83 der FIFA-Weltrangliste.
In der Saison 2018/19 qualifizierte sich mit dem Einzug von F91 Düdelingen in die Gruppenphase der UEFA Europa League der erste luxemburgische Klub für die Gruppenspiele eines europäischen Wettbewerbs. Dieser Erfolg wurde in der folgenden Saison wiederholt.

## Der Luxemburgische Fußballverband

Logo der FLF

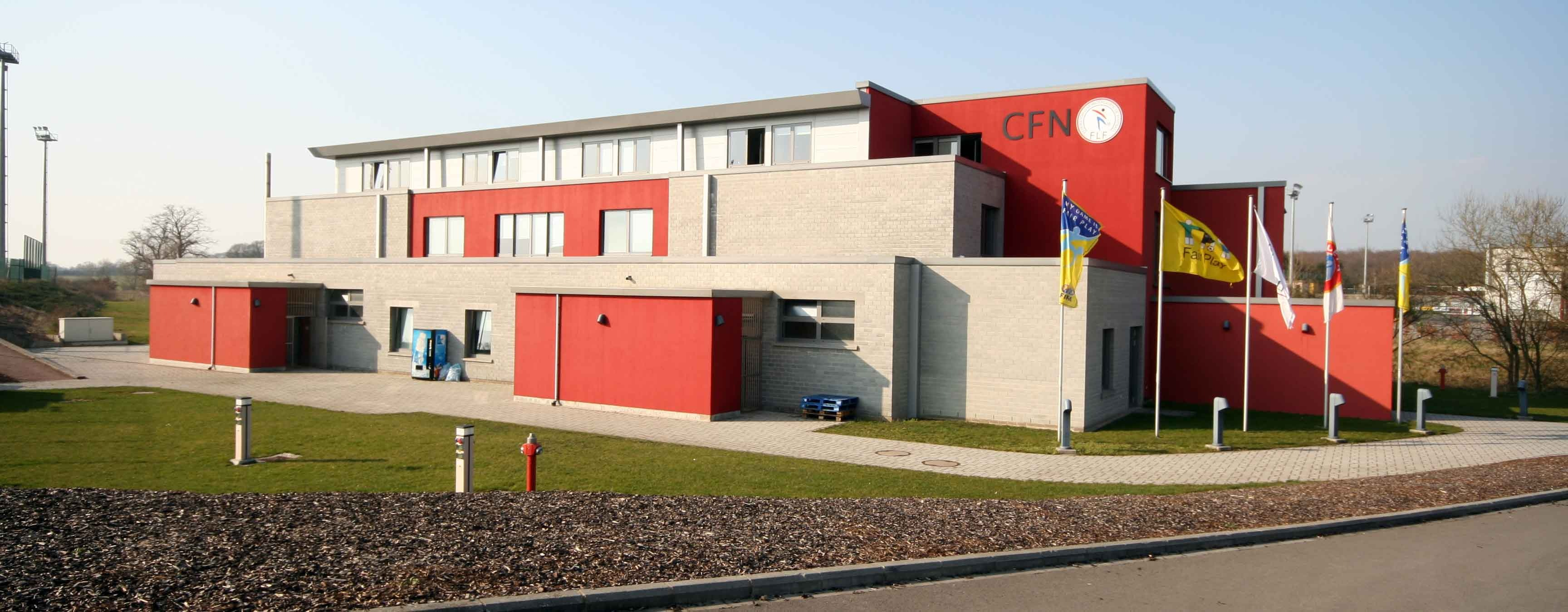
Gebäude des Centre de Formation National in Monnerich

Die Fédération Luxembourgeoise de Football (FLF) (luxemburgisch: Fédératioun vun Lëtzebuerger Foussball; deutsch: Bund des luxemburgischen Fußballs) ist der nationale Fußballverband von Luxemburg. Er wurde im November 1908 von den Vertretern von 13 bereits bestehenden Clubs gegründet. Am 13. März 1910 wurde der Verband in die FIFA aufgenommen. 1941 wurde der Luxemburger Verband zwangsaufgelöst und die Mitgliedsvereine dem Fachamt Fußball angegliedert. Schon Anfang 1945 wurde der Verband wiederhergestellt und trug noch im Jahr des Endes des Weltkrieges die erste Meisterschaft aus. Die FLF gehörte 1954 zu den 29 Gründungsmitgliedern der UEFA.
Der Verband organisiert im Wesentlichen die luxemburgische Fußballmeisterschaft, den nationalen Pokalwettbewerb sowie die luxemburgische Fußballnationalmannschaft, alle Jugendnationalmannschaften und die Nationalmannschaft der Frauen.

## Ligasystem
Das luxemburgische Ligasystem besteht aus fünf Spielklassen, wobei die untersten drei Ligen in zwei Gruppen ausgetragen werden.
| Ebene | Liga | Liga |
| ----- | --- | --- |
| 1     | BGL Ligue 16 Mannschaften Platz 1: Luxemburgischer Meister + UEFA-Champions-League-Qualifikation Platz 2–3: UEFA-Europa-Conference-League-Qualifikation Platz 14: ↓Barrage Platz 15-16: Absteiger | BGL Ligue 16 Mannschaften Platz 1: Luxemburgischer Meister + UEFA-Champions-League-Qualifikation Platz 2–3: UEFA-Europa-Conference-League-Qualifikation Platz 14: ↓Barrage Platz 15-16: Absteiger |
| 2     | Ehrenpromotion 16 Mannschaften Platz 1–2: Aufsteiger Platz 3: ↑Barrage Platz 13–14: ↓Barrage Platz 15–16: Absteiger                                                                               | Ehrenpromotion 16 Mannschaften Platz 1–2: Aufsteiger Platz 3: ↑Barrage Platz 13–14: ↓Barrage Platz 15–16: Absteiger                                                                               |
| 3     | 1. Division, 1. Bezirk 14 Mannschaften Platz 1: Aufsteiger Platz 2: ↑Barrage Platz 12: ↓Barrage Platz 13–14: Absteiger                                                                            | 1. Division, 2. Bezirk 14 Mannschaften Platz 1: Aufsteiger Platz 2: ↑Barrage Platz 12: ↓Barrage Platz 13–14: Absteiger                                                                            |
| 4     | 2. Division, 1. Bezirk 14 Mannschaften Platz 1–2: Aufsteiger Platz 3: ↑Barrage Platz 12: ↓Barrage Platz 13–14: Absteiger                                                                          | 2. Division, 2. Bezirk 14 Mannschaften Platz 1–2: Aufsteiger Platz 3: ↑Barrage Platz 12: ↓Barrage Platz 13–14: Absteiger                                                                          |
| 5     | 3. Division 1. Bezirk 10 Mannschaften Platz 1–2: Aufsteiger Platz 3: ↑Barrage | 3. Division 2. Bezirk 10 Mannschaften Platz 1–2: Aufsteiger Platz 3: ↑Barrage |

### BGL Ligue

Logo der BGL Ligue

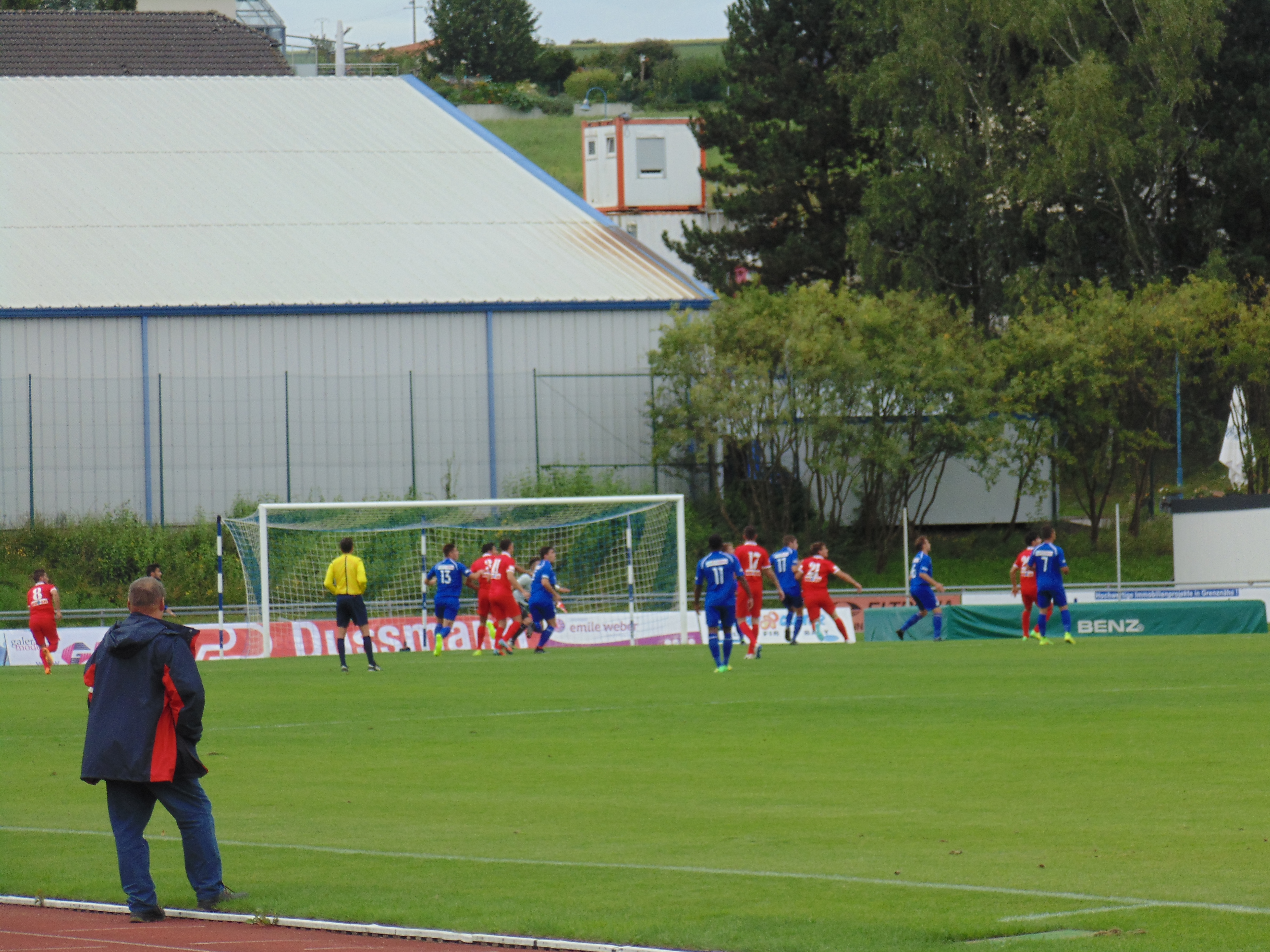
Szene aus dem Spiel CS Grevenmacher gegen FC Differdingen 03 am 17. August 2014

Die BGL Ligue ist die höchste Spielklasse im luxemburgischen Fußball. Sie besteht aus derzeit vierzehn Mannschaften. Bis 2006 trug die erste Liga den Namen Nationaldivision. Sie wird gegenwärtig von der BGL BNP Paribas gesponsert, weshalb sie den Namen „BGL Ligue“ trägt.
Sie wurde im Laufe ihrer Geschichte unter den folgenden Bezeichnungen durchgeführt:
- 1909–1912: Klasse A
- 1913–1932: 1. Division
- 1932–1957: Ehrendivision
- 1957–2007: Nationaldivision
- seit 2007:   BGL Ligue

Der Modus wurde immer wieder verändert. Bis 1988 spielte die Nationaldivision mit 12 Vereinen. Zur Saison 1988/89 wurde die Teilnehmerzahl auf zehn reduziert und 1994 wieder auf zwölf erhöht. Seit der Saison 2006/07 spielt die BGL Ligue mit vierzehn Mannschaften. Die Saison erstreckt sich in der Regel von August bis Mai des folgenden Jahres. Alle Mannschaften treten zweimal gegeneinander an, woraus sich insgesamt 26 Spieltage ergeben. Der Erste am Ende der Saison ist Meister und Teilnehmer an der 2. Qualifikationsrunde zur UEFA Champions League. Der Zweite und Dritte qualifizieren sich für die 1. Qualifikationsrunde zur UEFA Europa League. Sollte der Zweitplatzierte bereits durch den nationalen Pokalwettbewerb für die Europa League qualifiziert sein, geht der Startplatz auf den nächstbesten der Liga über. Bei Punktgleichheit wird hierbei nicht die Tordifferenz zu Rate gezogen, sondern ein Entscheidungsspiel angesetzt. Sollte der Landesmeister auch Pokalsieger sein, so tritt der Viertplatzierte in der Europa League an. Der 12. der BGL Ligue bestreitet gegen den Dritten der Ehrenpromotion ein Barragespiel um den Klassenverbleib. Die beiden Tabellenletzten steigen direkt in die Ehrenpromotion ab.
Aufgrund der COVID-19-Pandemie in Luxemburg werden die BGL Ligue und die Ehrenpromotion seit der Spielzeit 2020/21 für zwei Jahre mit 16 Mannschaften ausgetragen. Am Ende der Saison 2020/21 gab es keine Auf- und Absteiger.

### Ehrenpromotion
Die Ehrenpromotion ist die zweithöchste Spielklasse Luxemburgs. An ihr nehmen ebenfalls vierzehn Mannschaften teil.
Wie in der BGL Ligue wird in der Ehrenpromotion nur eine Runde gespielt, in der alle Teams je zweimal gegeneinander antreten. Die Mannschaften auf den Plätzen 1 und 2 steigen direkt in die BGL Ligue auf. Der Elft- und der Zwölftplatzierte bestreiten zwei Barragespiele um den Klassenerhalt. Die beiden Tabellenletzten steigen in die 1. Division ab.
Zwischen 1989 und 1994 wurde die Ehrenpromotion in zwei Bezirke aufgeteilt. Die ersten vier Vereine jedes Bezirks spielten in zwei Gruppen mit je sechs Teams gegen vier Vereine aus der BGL Ligue eine Aufstiegsrunde, wobei die jeweils besten zwei Vereine jeder Gruppe in die BGL Ligue aufstiegen oder die Klasse dadurch hielten.

### 1. Division
Die 1. Division ist die dritthöchste Spielklasse Luxemburgs. An ihr nehmen jeweils vierzehn Mannschaften teil. Sie ist in zwei Gruppen, 1. Bezirk und 2. Bezirk, eingeteilt.

### 2. Division
Die 2. Division ist die vierthöchste Spielklasse Luxemburgs. An ihr nehmen wie in der 1. Division jeweils vierzehn Mannschaften teil, die in zwei Gruppen, 1. Bezirk und 2. Bezirk, eingeteilt sind.

### 3. Division
Die 3. Division ist Luxemburgs unterste Spielklasse. Sie ist ebenfalls in zwei Bezirke eingeteilt. In beiden Gruppen spielen je zehn Mannschaften. Da es sich um die niedrigste Spielklasse handelt, gibt es in der 3. Division keine Absteiger.

## Pokalwettbewerbe

### Coupe de Luxembourg
Der Wettbewerb wird seit der Saison 1921/22 ausgespielt. Die Paarungen werden vor jeder Runde ausgelost. Seit 1994 wird das Finale im Josy-Barthel-Stadion (8.000 Plätze) in der Hauptstadt Luxemburg ausgetragen.
Der luxemburgische Pokalsieger nimmt an der ersten Qualifikationsrunde zur UEFA Europa Conference League teil.

### Weitere Pokalwettbewerbe
Die Coupe FLF ist ein nationaler Pokalwettbewerb für Vereinsmannschaften der 1., 2. und 3. Division (dritte bis fünfte Liga) des luxemburgischen Fußballverbands FLF (Fédération Luxembourgeoise de Football).
Der Supercup ist ein Wettbewerb unter Obhut der Lëtzebuerger Football Ligue (LFL). In ihm wird ein Sieger zwischen dem Luxemburgischen Meister und dem luxemburgischen Pokalsieger der abgelaufenen Saison ermittelt.
Zur Saison 2024/25 führte die LFL den SuperCup ein. Dieser soll den luxemburgischen Europapokal-Vertretern als Vorbereitung dienen.

## Luxemburgische Mannschaften bei internationalen Wettbewerben
Die besten luxemburgischen Mannschaften qualifizieren sich jährlich für die Teilnahme an der Qualifikation zur Champions League (bis 1992 Europapokal der Landesmeister) und der Europa League (bis 2009 UEFA-Pokal). Zudem gab es bis 1999 den Europapokal der Pokalsieger.
Luxemburgische Mannschaften kamen bis in die 2010er Jahre selten über die erste Runde europäischer Wettbewerbe hinaus. In den letzten Jahren gelang es einigen Vereinen, bis in die dritte Qualifikationsrunde oder die Play-off-Runde vorzustoßen. In der Saison 2018/19 gelang F91 Düdelingen als erstem luxemburgischen Verein der Einzug die Gruppenphase der UEFA Europa League. Erstmals in der Geschichte der Champions League war mit Düdelingen ein Verein aus der BGL Ligue für die 1. Qualifikationsrunde 2019/20 gesetzt.

### Europapokal der Landesmeister/UEFA Champions League
Die erste Austragung des Europapokals der Landesmeister 1955/56 fand ohne luxemburgische Beteiligung statt. Im darauf folgenden Jahr nahm mit Spora Luxemburg zum ersten Mal in der Geschichte des Europacups eine Mannschaft aus Luxemburg teil. Gegen den deutschen Meister Borussia Dortmund stand Spora vor einer Sensation, als die hochfavorisierten Dortmunder nach einer 3:4-Niederlage im Hinspiel mit 2:1 vor heimischem Publikum geschlagen und in ein Entscheidungsspiel gezwungen wurden. In diesem dominierte der Favorit klar und gewann mit 7:0. F91 Düdelingen profitierte 56 Jahre später von der mittlerweile wieder abgeschafften Auswärtstorregel, als der österreichische Meister FC Red Bull Salzburg in der zweiten Qualifikationsrunde der Champions League nach einem 1:0 im Heimspiel und einer 3:4-Niederlage in Salzburg aus dem Wettbewerb eliminiert wurde.

### Europapokal der Pokalsieger
Ähnliche Achtungserfolge konnten luxemburgische Vereine im Europapokal der Pokalsieger nicht erzielen. Für einen Negativrekord sorgte Jeunesse Hautcharage. Der damalige Drittligist gewann 1971 als krasser Außenseiter den Coupe de Luxembourg und qualifizierte sich für die Teilnahme am Europapokal der Pokalsieger 1971/72. In der 1. Runde traf der Klub auf den englischen Titelverteidiger FC Chelsea und unterlag mit einem Gesamtergebnis von 0:21 Toren (0:8 und 0:13).

Der europäische Pokalsieger-Wettbewerb wurde nach der Saison 1998/99 eingestellt. Letzter luxemburgischer Vertreter dieses Wettbewerbs war der CS Grevenmacher, der in der Qualifikationsrunde gegen Rapid Bukarest mit 2:6 und 0:2 ausschied.

### UEFA-Pokal/UEFA Europa League/UEFA Europa Conference League

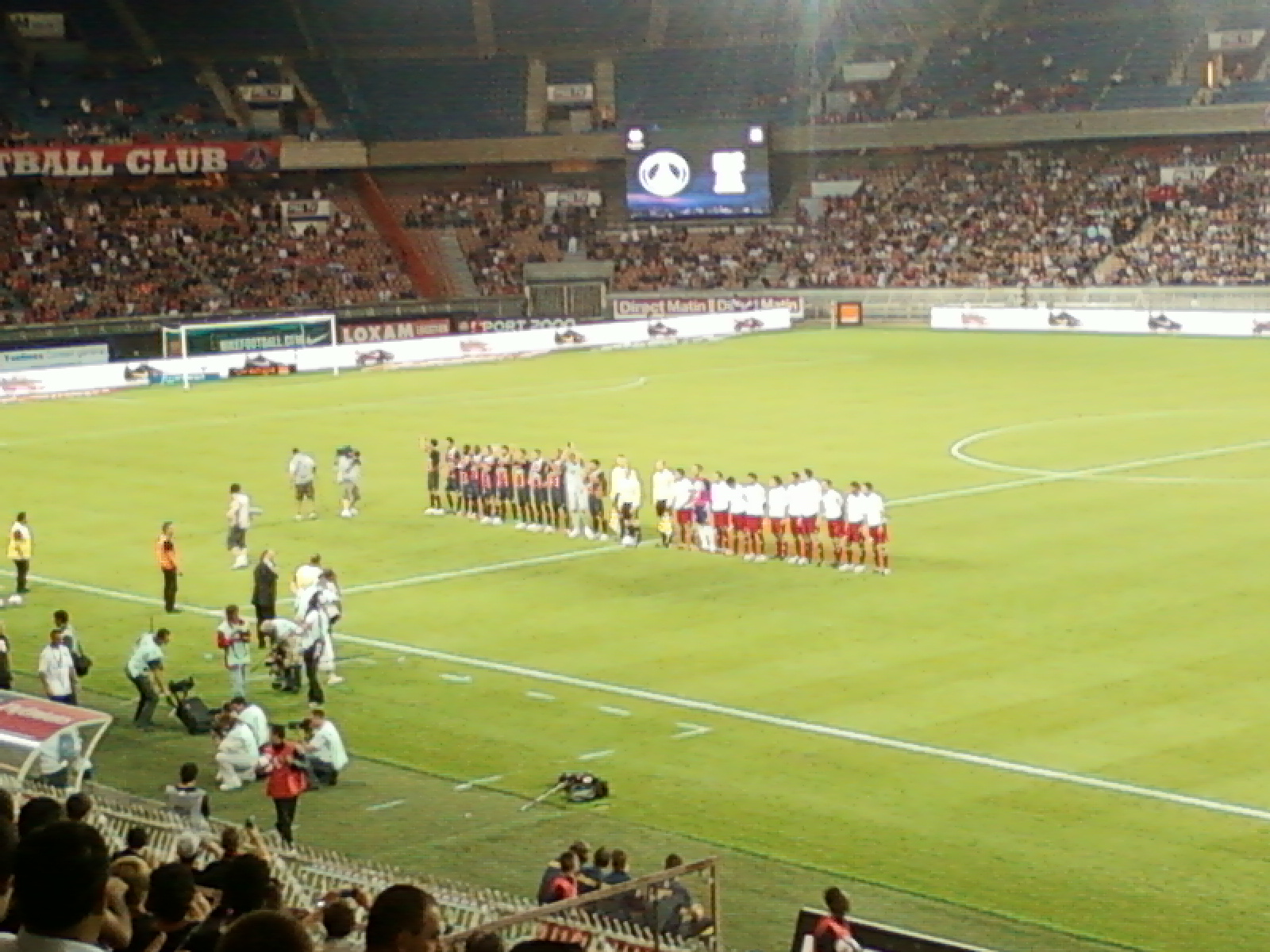
Vor dem Europa League Play-off-Rückspiel FC Differdingen 03 gegen Paris Saint-Germain am 25. August 2011 im Parc des Princes

Auch die Teilnahmen luxemburgischer Vereine am UEFA-Cup waren zunächst von Erfolglosigkeit gekennzeichnet. Red Boys Differdingen unterlag Ajax Amsterdam 1984 im Rückspiel der ersten Runde des UEFA-Pokals 1984/85 nach einem 0:0-Unentschieden im Hinspiel mit 0:14, was bis heute einen Rekord im UEFA-Pokal und der Europa League darstellt.
2013 rehabilitierte sich der Fusionsverein FC Differdingen 03, in dem die Red Boys 2003 aufgegangen waren, durch einen 2:1-Heimerfolg und ein 3:3 gegen den niederländischen Vertreter FC Utrecht und zog in die 3. Qualifikationsrunde ein, in der die Differdinger gegen Tromsø IL nach Elfmeterschießen unglücklich ausschieden. Für Aufsehen sorgte der FC Progrès Niederkorn 2017, als die Glasgow Rangers, Sieger des Europapokals der Pokalsieger 1972, nach einer 0:1-Hinspielniederlage durch ein 2:0 im Rückspiel aus dem Wettbewerb geworfen wurden.
Nach dem Ausscheiden in der Champions-League-Qualifikation gegen Videoton FC setzte sich F91 Düdelingen in den anschließenden Qualifikationsrunden zur UEFA Europa League 2018/19 gegen den kosovarischen Verein KF Drita, den polnischen Meister Legia Warschau und in den Play-offs gegen den rumänischen Meister CFR Cluj durch. Damit erreichte F91 Düdelingen als erster luxemburgischer Verein die Gruppenphase eines UEFA-Wettbewerbs.
Im weiteren Verlauf schied F91 als Letzter der Gruppe F hinter Betis Sevilla, Olympiakos Piräus und dem AC Mailand mit nur einem Punkt erwartungsgemäß aus.
In der UEFA Europa League 2019/20 qualifizierte sich Düdelingen erneut für die Gruppenphase. Dabei gelang mit einem 4:3 bei APOEL Nikosia der erste Sieg in dieser Phase des Wettbewerbs. Dennoch schied F91 mit einem Sieg, einem Unentschieden und vier Niederlagen erneut als Gruppenletzter aus dem Wettbewerb aus.
Mit Einführung der UEFA Europa Conference League 2021 verlor Luxemburg seinen fixen Startplatz in der Europa League. Teilnahmeberechtigt ist derzeit nur der Meister, falls er in der Qualifikation der Champions League ausscheidet.

## UEFA-Fünfjahreswertung
Platzierung in der UEFA-Fünfjahreswertung:
(in Klammern die Vorjahresplatzierung). Die Kürzel CL, EL und CO hinter den Länderkoeffizienten geben die Anzahl der Vertreter in der Saison 2025/26 der Champions League, der Europa League sowie der Conference League an.
- 41.  (48)  Island (Liga, Pokal) – Koeffizient: 9.583 – CL: 1, EL: 0, CO: 3
- 42.  (44)  Nordirland (Liga, Pokal) – Koeffizient: 9.208 – CL: 1, EL: 0, CO: 3
- 43.  (42)  Luxemburg (Liga, Pokal) – Koeffizient: 9.000 – CL: 1, EL: 0, CO: 3
- 44.  (38)  Litauen (Liga, Pokal) – Koeffizient: 8.500 – CL: 1, EL: 0, CO: 3
- 45.  (45)  Malta (Liga, Pokal) – Koeffizient: 8.250 – CL: 1, EL: 0, CO: 3

Stand: Ende der Europapokalsaison 2023/24

## Nationalmannschaft

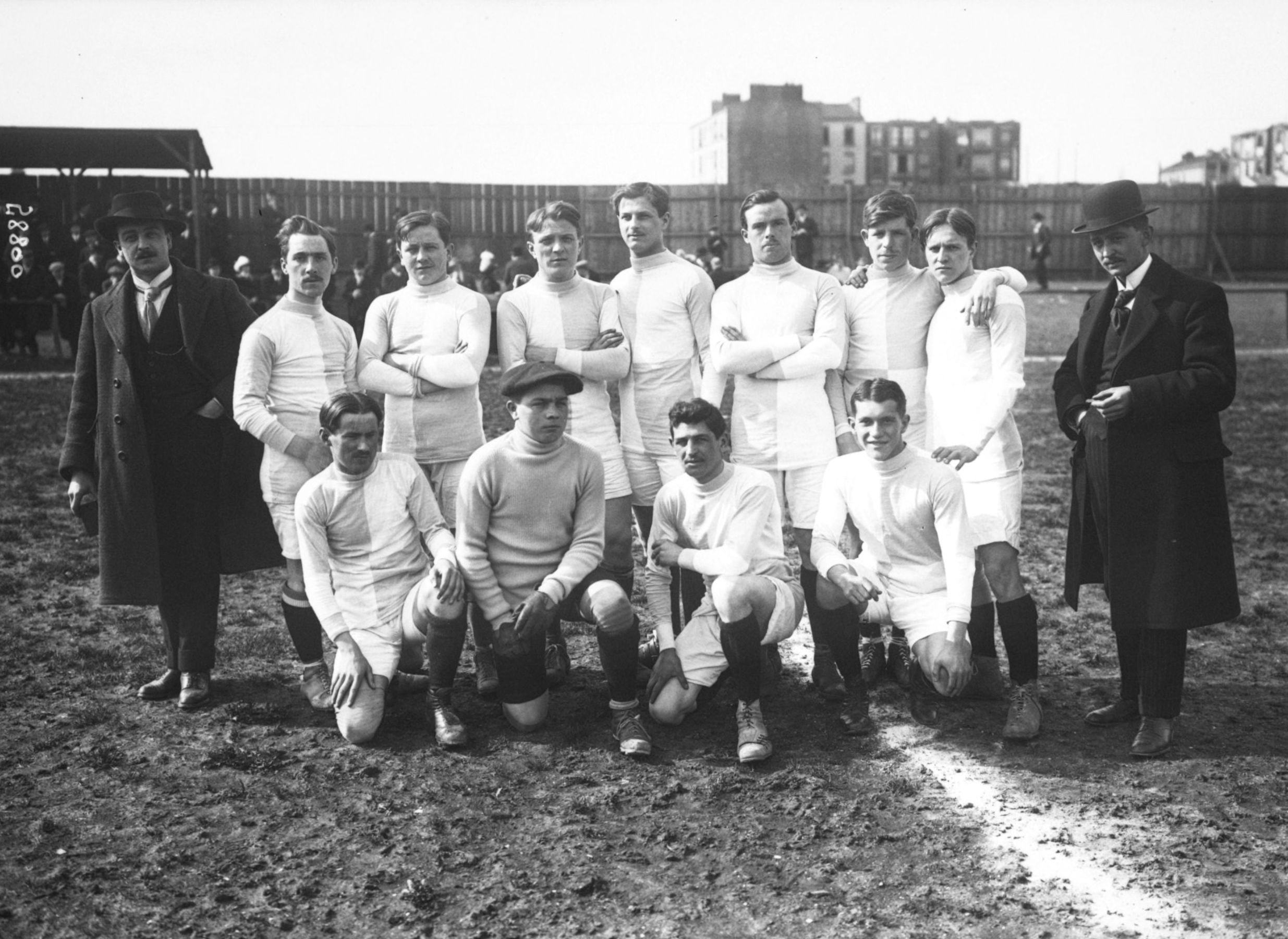
Die luxemburgische Nationalmannschaft 1913

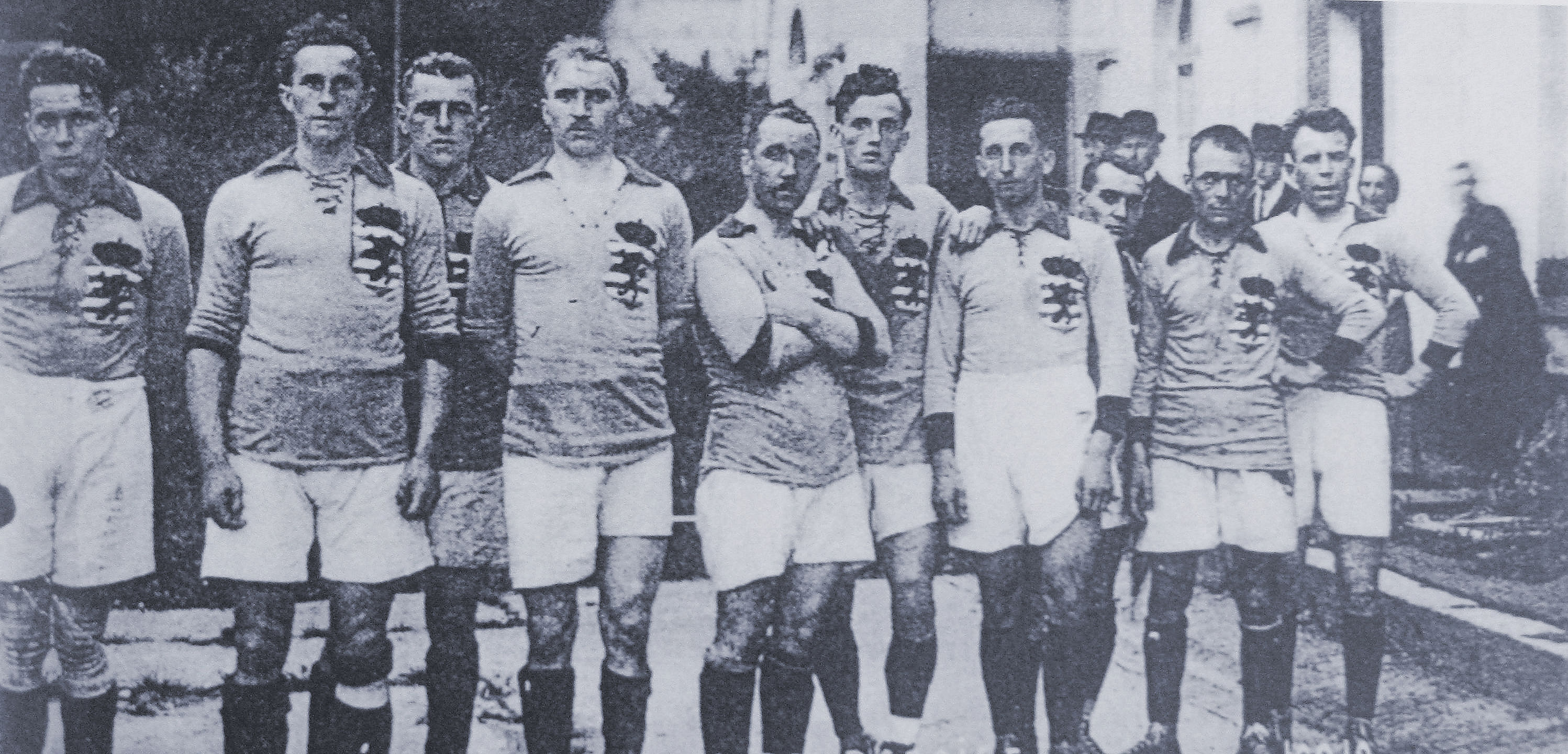
Luxemburg bei den Olympischen Spielen 1920 in Antwerpen

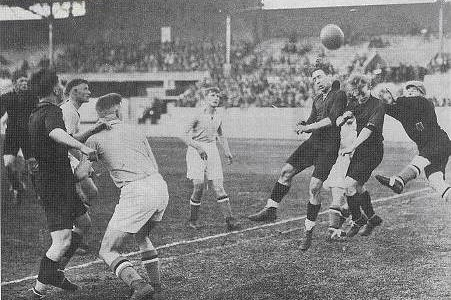
Belgien – Luxemburg 1928

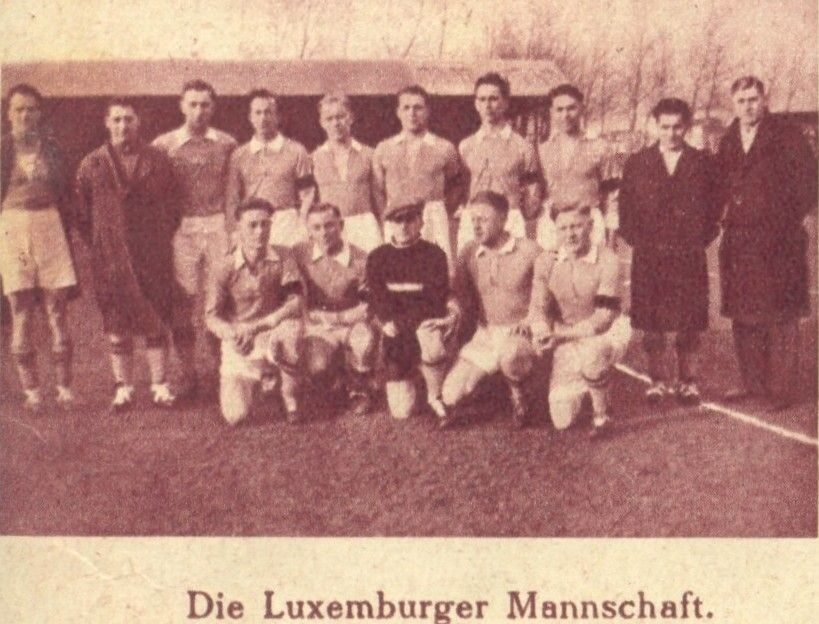
Die luxemburgische Nationalmannschaft 1934

Die luxemburgische Fußballnationalmannschaft ist die vom Cheftrainer getroffene Auswahl der luxemburgischen Spieler, die den Luxemburgische Fußballverband (FLF) auf internationaler Ebene in Freundschafts- und Pflichtspielen gegen die Auswahlmannschaften anderer nationaler Verbände repräsentiert.
Sie bestritt ihr erstes Länderspiel am 29. Oktober 1911 gegen Frankreich.
Obwohl Luxemburg außer an den jeweils ersten Turnieren an allen Welt- wie Europameisterschaften der Männer teilnahm, gelang noch nie die Qualifikation zur Endrunde.
In der FIFA-Weltrangliste belegte Luxemburg im September 2018 mit dem 82. Rang unter 211 Mitgliedsverbänden der FIFA die bisher beste Platzierung.
| Platz | Land          | Punkte  | Veränderung Plätze | Anmerkungen |
| ----- | ------------- | ------- | ------------------ | ----------- |
| 1     | Brasilien     | 1832,96 | 1 ▲                |             |
| 2     | Belgien       | 1827,00 | 1 ▼                |             |
| 3     | Frankreich    | 1789,85 | 0                  |             |
| 4     | Argentinien   | 1765,13 | 0                  |             |
| 5     | England       | 1731,71 | 0                  |             |
| 6     | Italien       | 1723,31 | 0                  |             |
| 7     | Spanien       | 1709,19 | 0                  |             |
| 8     | Portugal      | 1674,78 | 0                  |             |
| 9     | Mexiko        | 1658,82 | 3 ▲                |             |
| 10    | Niederlande   | 1658,66 | 0                  |             |
| 11    | Dänemark      | 1653,60 | 2 ▼                |             |
| 12    | Deutschland   | 1650,53 | 1 ▼                |             |
| …     |               |         |                    |             |
| 14    | Schweiz       | 1635,32 | 0                  |             |
| …     |               |         |                    |             |
| …     |               |         |                    |             |
| 34    | Österreich    | 1500,37 | 4 ▼                |             |
| …     |               |         |                    |             |
| 94    | Luxemburg     | 1229,60 | 1 ▼                |             |
| …     |               |         |                    |             |
| 192   | Liechtenstein | 899,52  | 1 ▼                |             |
| …     |               |         |                    |             |
| 211   | San Marino    | 776,97  | 1 ▼                |             |

(Stand: 31. März 2022)

### Teilnahme an Olympischen Spielen
Luxemburg nahm an den Fußballturnieren der Olympischen Spiele 1920, 1924, 1928, 1936, 1948 und 1952 teil, wo die Mannschaft jeweils im Achtelfinale ausschied. Seitdem konnte sich Luxemburg nicht mehr für ein olympisches Fußballturnier qualifizieren. Bei olympischen Turnieren gelangen Luxemburg zwei bis heute gültige Rekordergebnisse in der Geschichte der Roten Löwen. Die 0:9-Niederlage gegen das Deutsche Reich beim Turnier 1936 in Berlin stellt neben zwei gleichen Ergebnissen gegen England bis heute die höchste Niederlage in einem offiziellen Länderspiel dar. Der 6:0-Sieg gegen Afghanistan bei den Spielen 1948 in London ist bis heute der höchste Sieg einer luxemburgischen Auswahl.

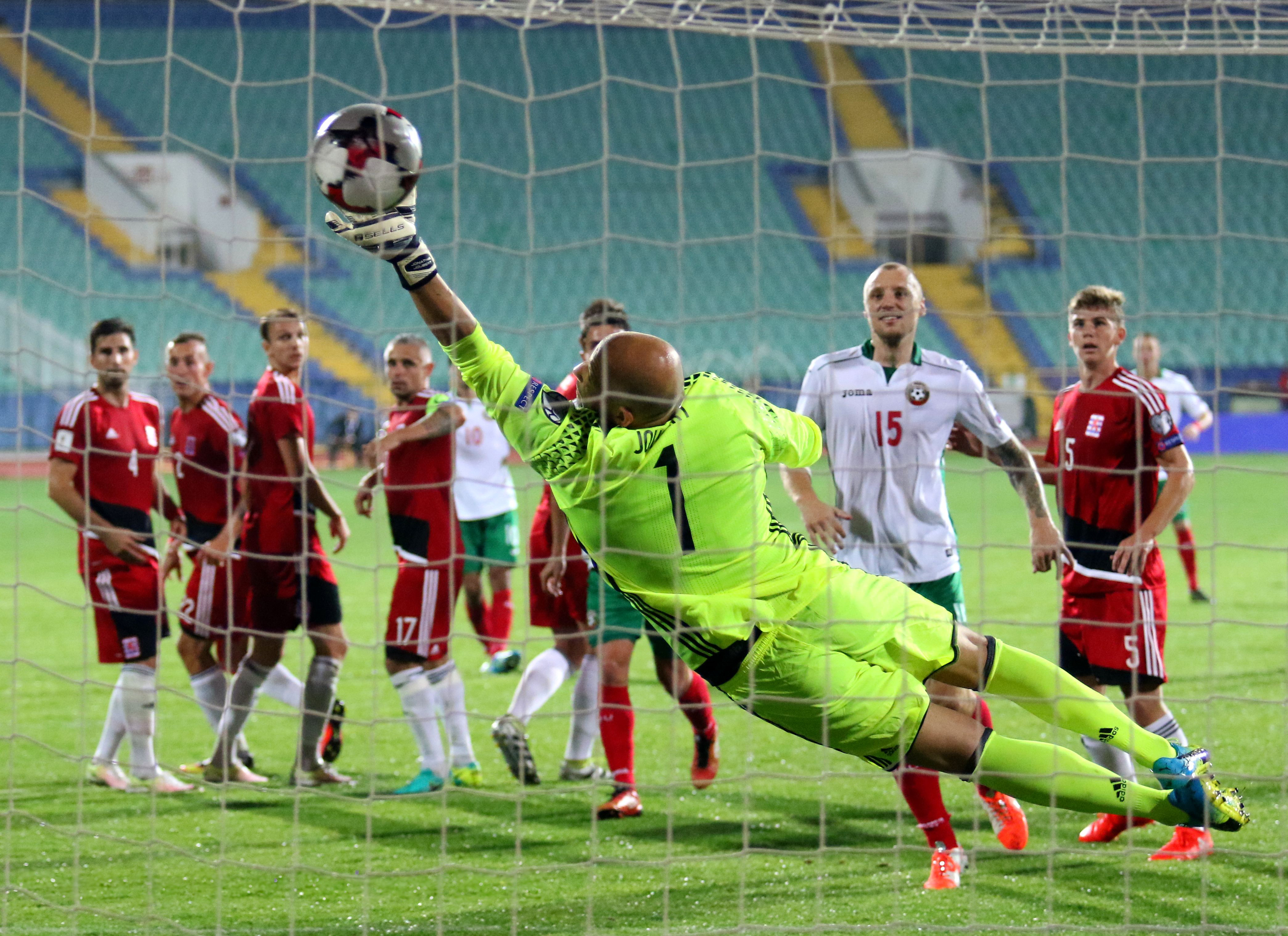
Jonathan Joubert am 6. September 2016 beim WM-Qualifikationsspiel Bulgarien – Luxemburg (4:3) in Sofia

| Jahr | Austragungsort | Ergebnis     | S | U | N | Tore |
| ---- | -------------- | ------------ | - | - | - | ---- |
| 1920 | Antwerpen      | Achtelfinale | 0 | 0 | 1 | 0:3  |
| 1924 | Paris          | Achtelfinale | 0 | 0 | 1 | 0:2  |
| 1928 | Amsterdam      | Achtelfinale | 0 | 0 | 1 | 3:5  |
| 1936 | Berlin         | Achtelfinale | 0 | 0 | 1 | 0:9  |
| 1948 | London         | Achtelfinale | 1 | 0 | 1 | 7:6  |
| 1952 | Helsinki       | Achtelfinale | 1 | 0 | 1 | 6:5  |

### Teilnahme an Fußball-Weltmeisterschaften
Luxemburg nahm noch nie in der Geschichte der Fußball-Weltmeisterschaften an einem Turnier teil. Bei der ersten Austragung 1930 in Uruguay verzichtete der Verband auf eine Meldung. Bei allen anderen Turnieren seit 1934 scheiterte die Vertretung des Großherzogtums bereits in der Qualifikation.

### Teilnahme an Fußball-Europameisterschaften
Auch für die Endrunde einer Fußball-Europameisterschaft konnten sich die Luxemburger bisher nicht qualifizieren. Der bis heute größte internationale Erfolg war das Erreichen des letzten Ausscheidungsrunde vor der Europameisterschaft 1964. Nachdem sich die Roten Löwen im Achtelfinale gegen die Nationalmannschaft der Niederlande mit 1:1 und 2:1 durchgesetzt hatten, verpassten sie die Endrunde nach zwei Unentschieden (2:2 und 3:3) durch ein 0:1 im Entscheidungsspiel gegen Dänemark äußerst knapp.
Die Qualifikation zur Europameisterschaft 2024 schloss Luxemburg als Gruppendritter von sechs Mannschaften ab. Dabei stellte das Team mit 17 Punkten und 13 erzielten Toren einen neuen Bestwert im Rahmen einer EM-Qualifikation mit der höchsten jemals erreichten Punktzahl in einem internationalen Wettbewerb auf.

### Teilnahme an der UEFA Nations League
Bei der erstmaligen Austragung der UEFA Nations League 2018 trat Luxemburg in der vierthöchsten Division dieses Wettbewerbs an. Der zum Aufstieg in die Liga C berechtigende Gruppensieg wurde durch einen zweiten Platz hinter Belarus zunächst verpasst. Aufgrund einer Aufstockung der Ligen A, B und C auf je 16 Teams zur UEFA Nations League 2020/21 stieg Luxemburg als einer der Gruppenzweiten in die Liga C auf. Dort belegte die Mannschaft hinter Gruppensieger Montenegro erneut einen zweiten Platz.
Die UEFA Nations League 2022/23 beendeten die „Roten Löwen“ mit elf Punkten aus sechs Spielen als bester Gruppenzweiter aller Staffeln der Liga C.
| Jahr    | Gastgeber | Ergebnis           | S | U | N | Tore | Punkte |
| ------- | --------- | ------------------ | - | - | - | ---- | ------ |
| 2018/19 | Europa    | 2. Platz, Liga D ▲ | 3 | 1 | 2 | 11:4 | 10     |
| 2020/21 | Europa    | 2. Platz, Liga C   | 3 | 1 | 2 | 7:5  | 10     |
| 2022/23 | Europa    | 2. Platz, Liga C   | 3 | 2 | 1 | 9:7  | 11     |
| 2024/25 | Europa    | Liga C             |   |   |   |      |        |

### U-21-Nationalmannschaft
Die U-21-Fußballnationalmannschaft ist eine Auswahlmannschaft luxemburgischer Fußballspieler. Sie unterliegt dem nationalen Verband FLF und repräsentiert ihn auf der U-21-Ebene, in Freundschaftsspielen gegen die Auswahlmannschaften anderer nationaler Verbände, aber auch bei den Qualifikationsspielen für die Europameisterschaft des Kontinentalverbandes UEFA.
Spielberechtigt sind Spieler, die ihr 21. Lebensjahr noch nicht vollendet haben und die luxemburgische Staatsangehörigkeit besitzen. Bei Turnieren ist das Alter beim ersten Qualifikationsspiel maßgeblich.

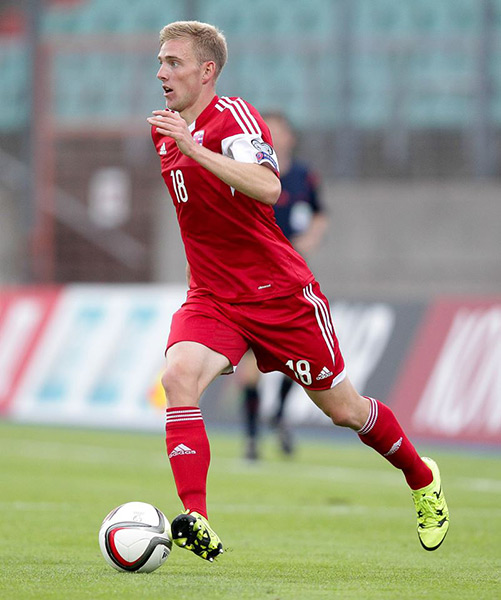
Laurent Jans 2015

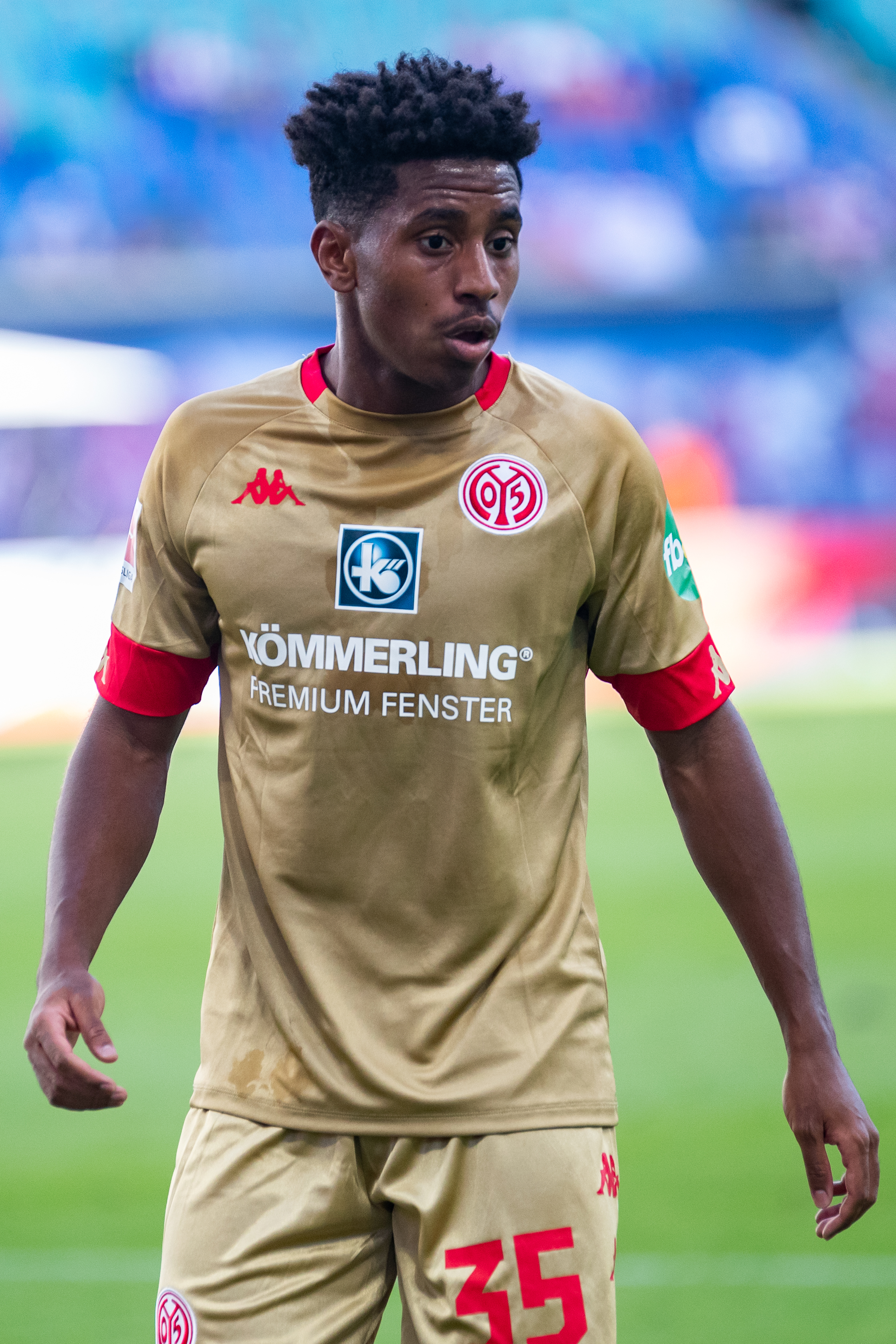
Leandro Barreiro 2020

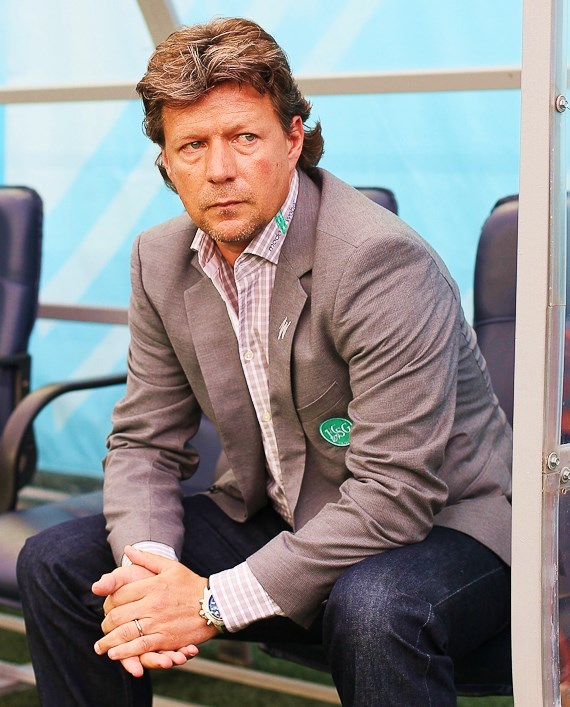
Jeff Saibene 2013

## Luxemburgische Spieler und Trainer im Ausland
Luxemburgische Spieler im Ausland waren viele Jahre vor allem in den belgischen und französischen Ligen anzutreffen. Victor Nurenberg gewann zwischen 1952 und 1959 mit dem OGC Nizza drei Meisterschaften in der Division 1 und zwei französische Landespokaltitel, wurde am Ende seiner Karriere zudem noch zweimal luxemburgischer Pokalsieger. Louis Pilot, 2004 anlässlich des 50-jährigen Jubiläums der UEFA zum bedeutendsten luxemburgischen Spieler der letzten 50 Jahre gewählt, wurde mit Standard Lüttich mehrfacher belgischer Meister und Pokalsieger. Guy Hellers spielte 17 Jahre ebenfalls für Standard Lüttich, und der amtierende Präsident des Luxemburger Fußballverbands FLF, Paul Philipp, spielte 13 Jahre in der belgischen Liga. Antoine „Spitz“ Kohn gewann in den 1950er Jahren mit dem Karlsruher SC unter dem früheren luxemburgischen Nationaltrainer Adolf Patek zweimal den DFB-Pokal und wurde 1956 deutscher Vizemeister. Bis zu seinem Karriereende 1968 spielte Kohn noch in der Schweiz und in den Niederlanden, unter anderem für den FC Basel und Twente Enschede. Aurélien Joachim war bisher in Vereinen aus fünf ausländischen Verbänden aktiv. Mario Mutsch spielte sechs Jahre in der Schweiz. Als erster Luxemburger kam Gerson Rodrigues am 20. Oktober 2020 für Dynamo Kiew in der Gruppenphase der Champions League zum Einsatz. Christopher Martins gewann mit dem BSC Young Boys nach dem Double 2020 in der Saison 2020/21 erneut die Schweizer Meisterschaft. Am 28. September 2021 erzielte Sébastien Thill mit dem 2:1-Siegtreffer für seinen Verein Sheriff Tiraspol im Spiel bei Real Madrid als erster Luxemburger ein Tor in der Gruppenphase der UEFA Champions League.
Mit Nico Braun (FC Schalke 04 1971–1973), Gilbert Dussier, (Röchling Völklingen 1974/75), Robert Langers (Borussia Mönchengladbach 1980–1982), Manuel Cardoni (Bayer 04 Leverkusen 1996–1998) oder Jeff Strasser (1. FC Kaiserslautern 1999–2002, Mönchengladbach 2002–2006) gelang Spielern aus Luxemburg vereinzelt der Sprung in den deutschen Profifußball. Der frühere Nationalspieler Franck Deville spielte Mitte der 1990er Jahre für den 1. FC Union Berlin und den 1. FC Saarbrücken. Sein Sohn Maurice John gab 2015 für den 1. FC Kaiserslautern sein Debüt in der 2. Bundesliga. Von 2020 bis Januar 2022 spielte er wie bereits sein Vater beim Drittligisten 1. FC Saarbrücken. Am letzten Tag der Transferperiode wechselte er am 31. Januar 2022 zum abstiegsbedrohten Zweitligisten SV Sandhausen. In seinem ersten Spiel für Sandhausen traf er auf den FC Erzgebirge Aue mit Dirk Carlson. Als Deville in der 71. Minute eingewechselt wurde, standen erstmals zwei Luxemburger gemeinsam in der 2. Bundesliga auf dem Platz.
Der in Erpeldingen an der Sauer geborene Leandro Barreiro gab am 8. Februar 2019 sein Bundesliga-Debüt für den 1. FSV Mainz 05. Am 14. Spieltag der Saison 2019/20 standen mit dem Mainzer Barreiro und Laurent Jans vom SC Paderborn 07 erstmals in der Geschichte der deutschen Fußball-Bundesliga zwei luxemburgische Profis in der Startelf ihrer jeweiligen Klubs. Ein solches Aufeinandertreffen wiederholte sich am 28. Spieltag der Saison 2024/25, als sich Danel Sinani auf Seiten des FC St. Pauli und Tiago Pereira Cardoso im Tor von  Borussia Mönchengladbach gegenüberstanden. Im Vorfeld des Bundesligaspiels zwischen dem 1. FC Köln und Mainz 05 im April 2023 gaben Barreiro und der für Köln spielende Mathias Olesen dem Kicker ein Interview zur Situation luxemburgischer Profis in der Bundesliga. Mit 18 Jahren und 110 Tagen bei seiner Einwechslung im Spiel seines Klubs Borussia Mönchengladbach beim SC Freiburg am 11. September 2022 debütierte Yvandro Borges Sanches als jüngster luxemburgischer Spieler in einer deutschen Profiliga.
In den Ligen unterhalb der 1. und 2. Bundesliga, vor allem bei Regional- und Oberligisten aus West- und Südwestdeutschland, waren und sind zahlreiche in Luxemburg geborene Spieler aktiv.
Als erster luxemburgischer Trainer im deutschen Profifußball übernahm Jeff Saibene am 20. März 2017 den Trainerposten des abstiegsbedrohten deutschen Zweitligisten Arminia Bielefeld. Unter Saibene gelang der Arminia am letzten Spieltag der Klassenerhalt. In einem Interview mit dem Trierischen Volksfreund äußerte sich Saibene, der als Spieler 13 Jahre in Belgien und der Schweiz aktiv war, zur Situation luxemburgischer Spieler und Trainer im deutschen Profifußball. Am 10. Dezember 2018 wurde er nach neun Ligaspielen in Folge ohne Sieg und dem Ausscheiden im DFB-Pokal bei den Ostwestfalen entlassen. Zur Saison 2019/20 verpflichtete ihn der deutsche Zweitligaabsteiger FC Ingolstadt 04. Dort wurde er im März 2020 wegen sportlicher Erfolglosigkeit entlassen. Im Oktober 2020 übernahm Saibene den Trainerposten beim deutschen Drittligisten 1. FC Kaiserslautern. Damit wurde er der zweite Trainer aus Luxemburg bei den Pfälzern. Bereits von September 2017 bis zum 1. Februar 2018 war Jeff Strasser Cheftrainer des 1. FCK, für den er von 1999 bis 2002 auch als Spieler aktiv war. Am 30. Januar 2021 wurde Saibene entlassen, nachdem er das Team vom 20. und letzten auf den 16. Platz geführt hatte.

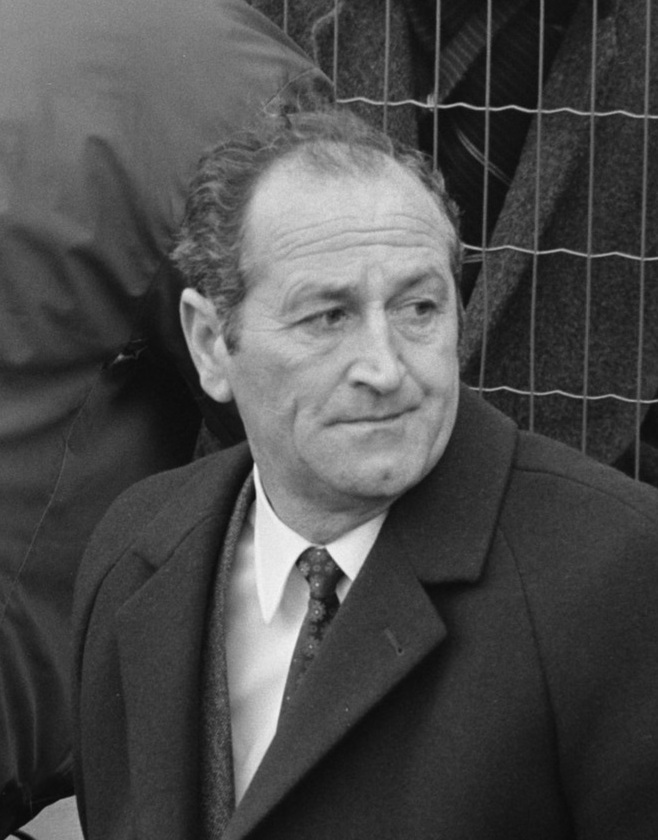
Robert Heinz 1970

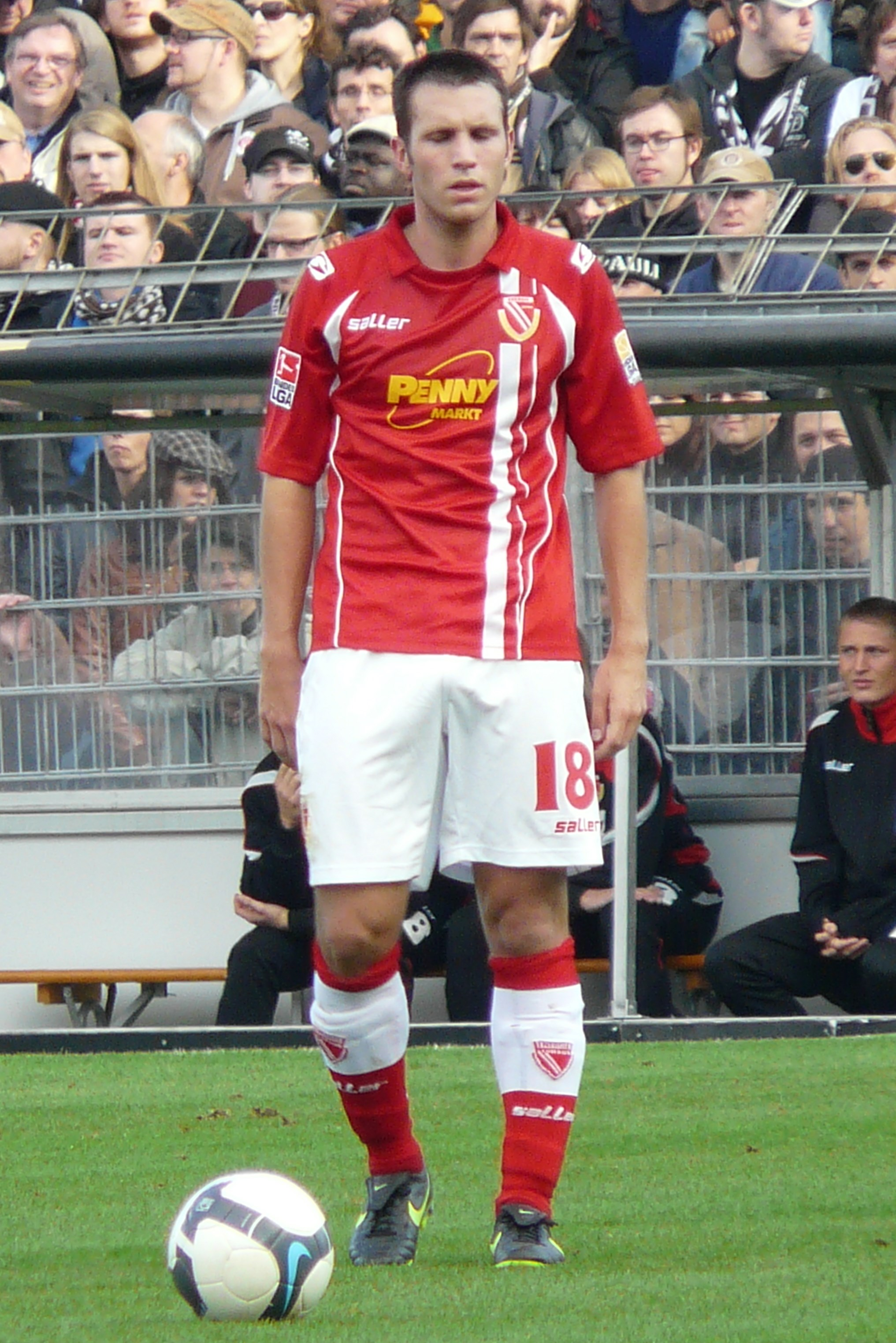
Marc-André Kruska 2009

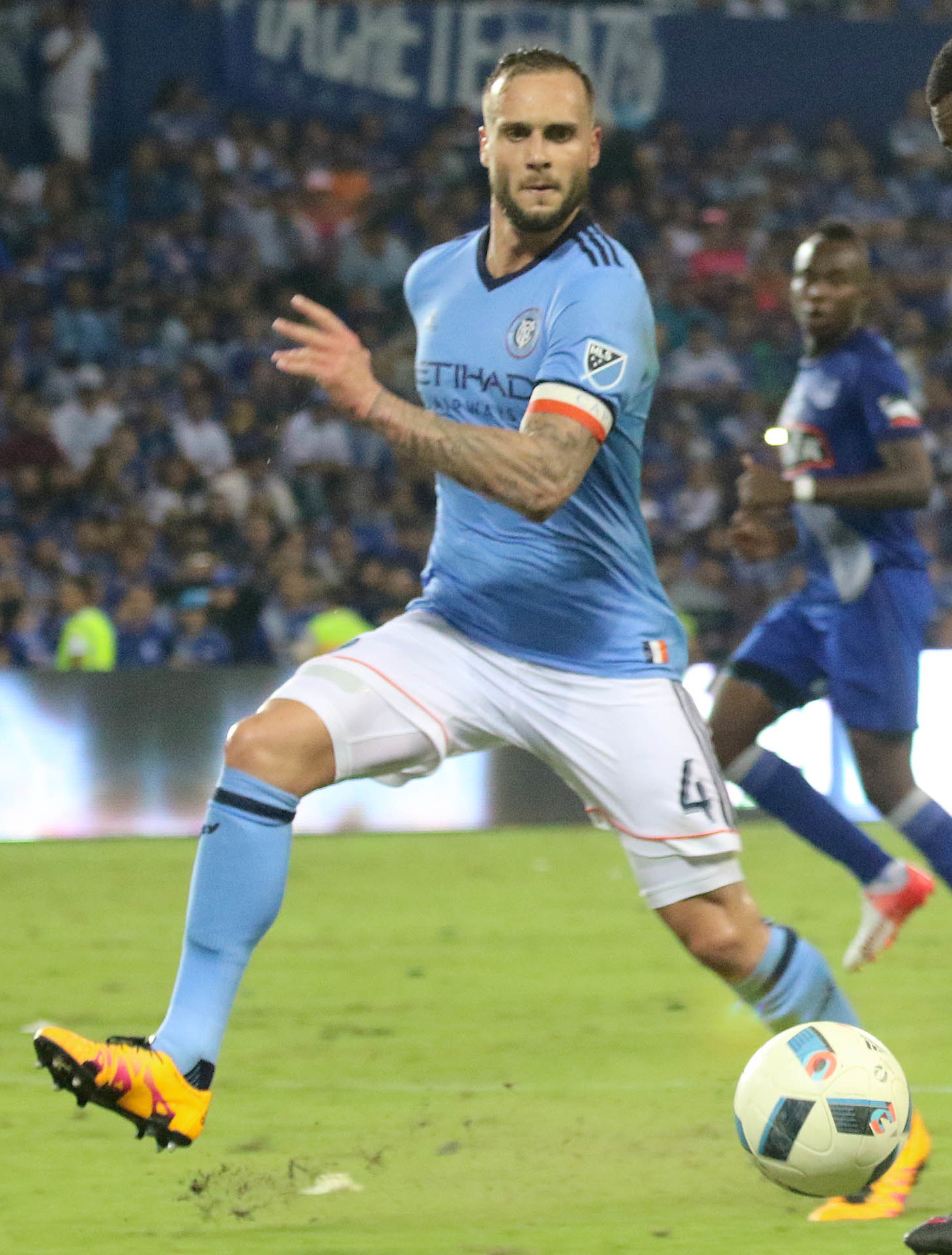
Maxime Chanot 2017

## Ausländische Spieler und Trainer im luxemburgischen Fußball
Bis in die frühen 1970er Jahre wurde die luxemburgische Nationalmannschaft überwiegend von ausländischen Trainern aus Österreich, Ungarn oder Frankreich betreut. Der deutsche Trainer Robert Heinz führte die Auswahl des Großherzogtums in den Qualifikationsspielen zur Fußball-EM 1964 mit einer wirkungsvollen Defensivtaktik durch ein 1:1 und einen 2:1-Sieg gegen die Niederlande zum bis heute größten Erfolg in der luxemburgischen Fußballgeschichte. Zwischen 2002 und 2004 trainierte der frühere dänische Weltklassespieler Allan Simonsen die Nationalelf, ohne nennenswerte Erfolge zu erzielen.
Auch dem Vereinsfußball drückten ausländische Trainer ihren Stempel auf. Der deutsche Reiner Brinsa war vom 1. April 1994 bis zum 17. Februar 2009 ununterbrochen Trainer des FC Victoria Rosport, mit dem er 2001 in die Nationaldivision aufstieg, 2005 am UI-Cup teilnahm sowie 2008 das Pokalfinale der Coupe de Luxembourg erreichte. Dino Toppmöller führte den Erstligaabsteiger FC RM Hamm Benfica in der Spielzeit 2014/15 als Spielertrainer zurück in die BGL Ligue. Zur Saison 2016/17 wechselte Toppmöller als Trainer zu F91 Düdelingen und holte auf Anhieb das Double.
Der Anteil ausländischer Spieler in Luxemburgs höchster Spielklasse lag in der Saison 2016/17 bei 50,4 %. Damit rangierte die BGL Ligue auf Rang 7 unter den höchsten europäischen Spielklassen.
Luxemburg ist insbesondere für Spieler aus Vereinen der südwestdeutschen Regional- und Oberligen eine attraktive Adresse. Zum einen ist es die Grenznähe zu Deutschland, die es häufig erlaubt, einen deutschen Wohnsitz beizubehalten; zum anderen sind es die kurzen Wege zu Auswärtsspielen. Hinzu kommen die vergleichsweise höheren Verdienstmöglichkeiten. Aus sportlicher Sicht sind für diese Spieler besonders luxemburgische Vereine interessant, die Chancen auf die Teilnahme am Europapokal haben. So wechselte der frühere deutsche U-21-Nationalspieler Marc-André Kruska 2018 in die BGL Ligue nach Düdelingen. Für luxemburgische Klubs sind deutsche Spieler aufgrund der guten fußballerischen Ausbildung und der disziplinierten Spielweise von Interesse.
Auch bei Spielern aus Frankreich steigt das Interesse an einem Engagement bei luxemburgischen Vereinen. In der Winterpause der Saison 2019/20 wechselten unter anderen der frühere U-19-Nationalspieler Abdelhakim Omrani und der in Frankreich geborene malische Nationalspieler Mana Dembélé zum RFC Union Luxemburg in die BGL Ligue.
Die so genannte Premier licence verpflichtete seit 2010 die Vereine der BGL Ligue, auf dem Spielbericht mindestens sieben Spieler anzuführen, die ihre Karriere in Luxemburg begonnen haben. Diese Regelung führte u. a. zu der kuriosen Situation, dass der Kapitän der luxemburgischen Nationalmannschaft Mario Mutsch, der eine belgische Mutter hat, bei seinem Wechsel vom Schweizer Erstligisten FC St. Gallen zum FC Progrès Niederkorn 2017 formal als ausländischer Fußballer betrachtet wurde, da er noch nie zuvor in seiner Karriere für einen luxemburgischen Verein aktiv war.
Seit der Saison 2021/22 gelten nicht nur Spieler als Premier licence, die in Luxemburg mit dem Fußball begonnen haben, sondern auch jene, die zwischen ihrem 15. und 23. Lebensjahr fünf Spielzeiten in Luxemburg aktiv waren. Mit Wirkung vom 1. Juli 2022 wird die Anzahl der Premières licences bei Männern und Frauen von sieben auf fünf reduziert, von denen mindestens zwei dieser Spieler in der Startelf stehen müssen.
Insbesondere um das Niveau der Nationalmannschaft zu heben wurde in den letzten Jahren dazu übergegangen, Spieler wie den gebürtigen Franzosen Maxime Chanot einzubürgern. Chanot spielte in Frankreich, England, Belgien und seit 2016 in der US-amerikanischen Major League Soccer. Mit seinem Klub New York City FC gewann er in der Saison 2021 die Meisterschaft.
Der gebürtige Mönchengladbacher Armin Krings, siebenfacher Torschützenkönig der Nationaldivision und mit 254 Toren in 337 Spielen für Avenir Beggen Rekordtorschütze in Luxemburgs höchster Spielklasse, wurde 1987 eingebürgert. Seinen einzigen Treffer für die „roten Löwen“ erzielte er drei Tage nach seiner Einbürgerung bei seinem Debüt im EM-Qualifikationsspiel gegen Irland.

## Frauenfußball

### Vereinsfußball
Die luxemburgische Fußballmeisterschaft der Frauen wird seit der Saison 1972/73 ausgetragen. Höchste Spielklasse ist die Dames Ligue 1.

### Nationalmannschaft
Seit Juni 2003 gibt es die luxemburgische Fußballnationalmannschaft der Frauen. Sie repräsentiert Luxemburg im internationalen Frauenfußball. Die Nationalmannschaft ist dem luxemburgischen Fußballverband unterstellt.
Sie konnte sich bisher noch weder für eine Weltmeisterschaft, Europameisterschaft oder Olympische Spiele qualifizieren.
In der FIFA-Weltrangliste belegte Luxemburg im März 2022 den 116. Rang unter 178 Mitgliedsverbänden.
| Platz | Land               | Punkte  | Veränderung Plätze | Anmerkungen |
| ----- | ------------------ | ------- | ------------------ | ----------- |
| 1     | Vereinigte Staaten | 2104,06 | 0                  |             |
| 2     | Schweden           | 2081,54 | 0                  |             |
| 3     | Frankreich         | 2046,48 | 1 ▲                |             |
| 4     | Deutschland        | 2040,98 | 1 ▼                |             |
| 5     | Niederlande        | 2013,93 | 0                  |             |
| 6     | Kanada             | 2010,07 | 0                  |             |
| 7     | Spanien            | 1980,28 | 2 ▲                |             |
| 8     | England            | 1977,78 | 0                  |             |
| 9     | Brasilien          | 1969,34 | 2 ▼                |             |
| 10    | Nordkorea          | 1940,00 | 0                  |             |
| …     |                    |         |                    |             |
| 19    | Schweiz            | 1824,73 | 2 ▼                |             |
| …     |                    |         |                    |             |
| 21    | Österreich         | 1788,81 | 0                  |             |
| …     |                    |         |                    |             |
| 116   | Luxemburg          | 1145,22 | 2 ▲                |             |
| …     |                    |         |                    |             |
| 178   | Mauritius          | 357     | 2 ▼                |             |

(Stand: 25. März 2022)

## Jugendfußball
1958 war Luxemburg Ausrichter des UEFA-Juniorenturniers (U18).
Die U-17-Nationalmannschaft Luxemburgs konnte sich bisher noch nie für eine Weltmeisterschaft qualifizieren. Bei den Europameisterschaften war Luxemburg das einzige Mal 2006 als Ausrichter vertreten. Durch einen 2:0-Sieg im Qualifikationsspiel für die Europameisterschaft 2022 gegen England am 29. März 2022 gelang erstmals die sportliche Qualifikation für ein großes internationales Turnier.
2002 wurde das Centre National de Football (CNF), das einzige Nachwuchsleistungszentrum Luxemburgs, gegründet. Ziel ist es, die Talente so auszubilden, dass sie in der Lage sind, auch bei Profiklubs im Ausland zu spielen und die Nationalmannschaften international konkurrenzfähiger zu machen. 2016 wurden 300 Kinder und Jugendliche fußballerisch gefördert. Hinzu kommen vier im Land verteilte Stützpunkte. Von 2011 bis 2021 war Reinhold Breu als Technischer Direktor des Luxemburgischen Fußballverbandes für das gesamte Talentförderungsprogramm wie auch die Trainerausbildung zuständig.
Neben Talenten wie Vincent Thill, der Angebote von Bayern München und dem FC Barcelona ausschlug, spielen viele Luxemburger Nachwuchskicker im Ausland. Ryan Johansson (FC Bayern), Yannick Schaus (Bayer 04 Leverkusen) und Florian Bohnert (1. FSV Mainz 05 II) schafften neben weiteren Spielern den Sprung in die Nachwuchsmannschaften deutscher Bundesligisten. Mathias Olesen, der beim FC Résidence Walferdingen und dem FC Mamer 32 mit dem Fußballspielen begann, erhielt im Januar 2022 einen Profivertrag beim 1. FC Köln. Zudem stehen viele Talente im Nachwuchskader belgischer und französischer Profivereine.
Rund 90 Prozent der Jugendspieler im CNF verfügen über eine doppelte Staatsbürgerschaft. Dies führt gelegentlich zu dem Dilemma, dass Spieler die Nachwuchsmannschaften der U17 und U19 durchlaufen und sich später – wie im Fall von Miralem Pjanić – wegen der aussichtsreicheren Perspektive für die Auswahl des anderen Landes, dessen Staatsbürgerschaft sie besitzen, entscheiden.

## Roboter-Fußball
Das Team von Luxembourg United gewann die German Open 2017 in Magdeburg.

## Stadien

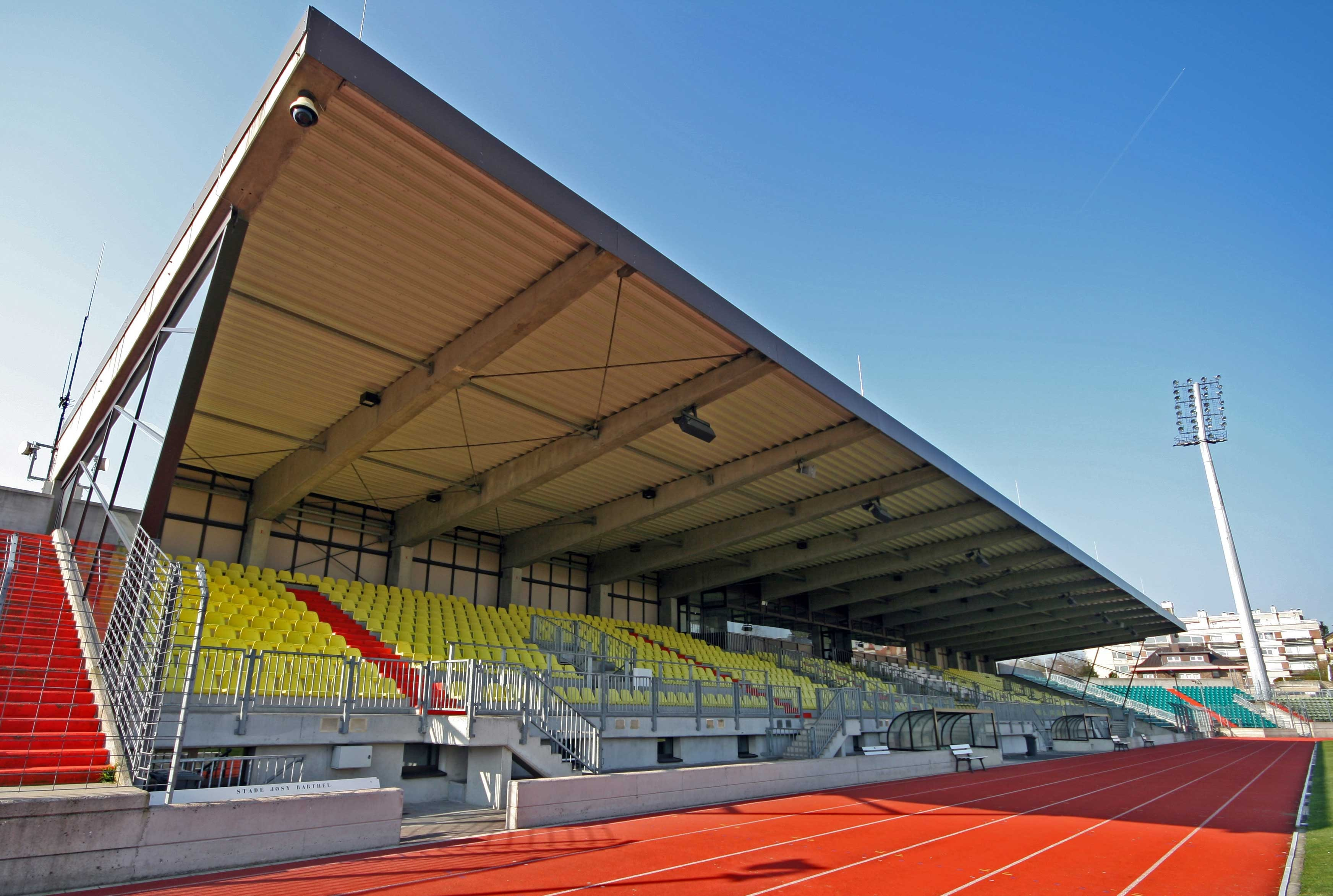
Das nationale Fußballstadion Josy Barthel.

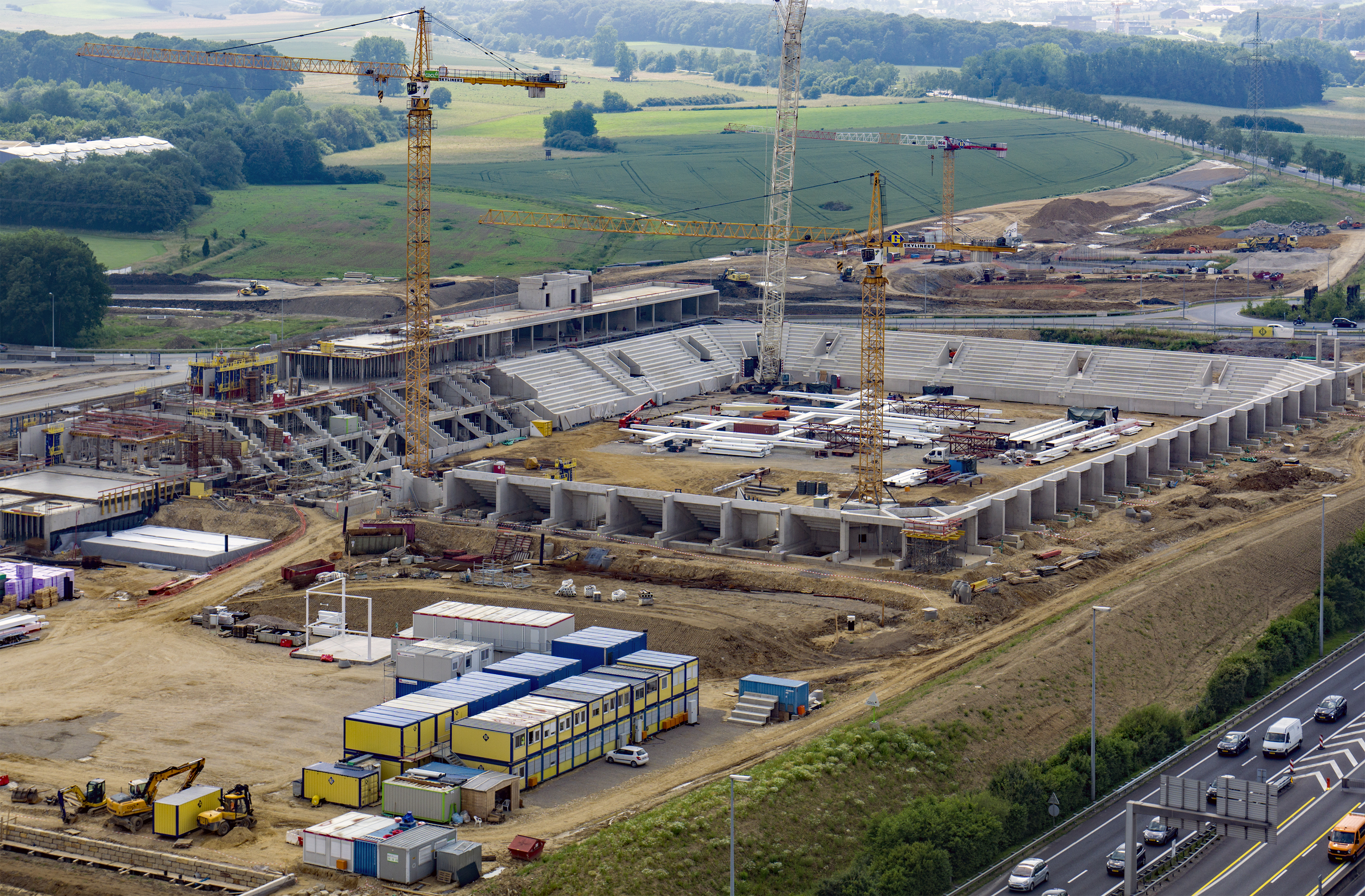
Baustelle des neuen Nationalstadions, Juni 2018

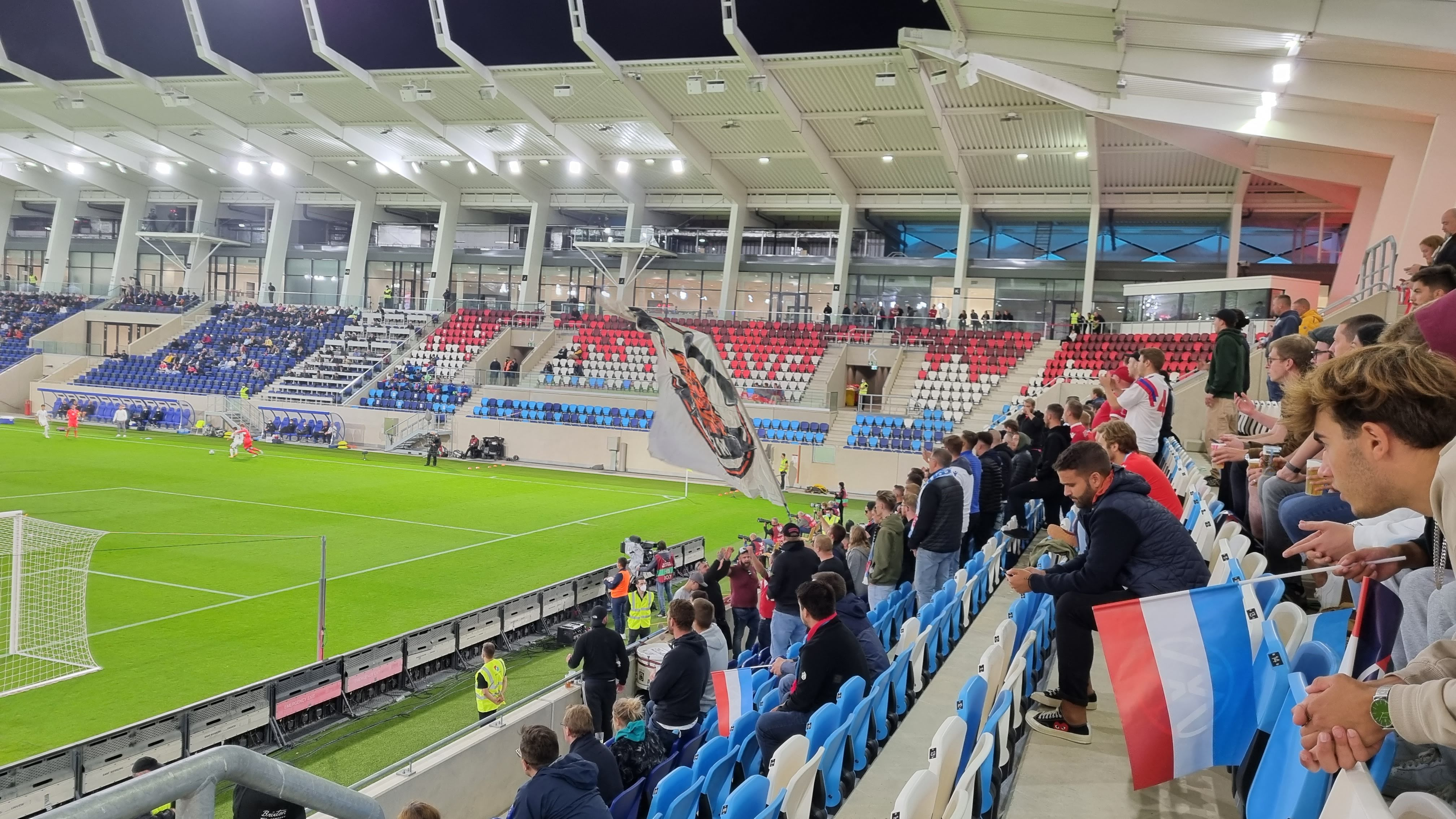
Das Stade de Luxembourg, Eröffnungsspiel am 1. September 2021 gegen Aserbaidschan

Die meisten Spielstätten der Vereine in der BGL Ligue und der Ehrenpromotion haben ein Fassungsvermögen zwischen 1.000 und 5.000 Zuschauern. In der Regel handelt es sich um Sportplätze mit einer Haupttribüne.
2014 wurde der Bau eines neuen Nationalstadions beschlossen. Die Baukosten wurden mit 58 bis 61 Millionen Euro beziffert. Der Neubau soll das baufällige Nationalstadion Josy Barthel ersetzen und 9.600 Zuschauern Platz bieten. Der geplante Eröffnungstermin im September 2019 konnte nicht gehalten werden. Die Fertigstellung sollte nunmehr im Mai 2020 erfolgen. Durch den Ausbruch der weltweiten COVID-19-Pandemie 2020/21 und den damit verbundenen nationalen Baustopps, war auch der Termin September/Oktober des Jahres nicht mehr zu halten.
Schließlich fand die offizielle Eröffnung am 25. September 2021 statt. Bereits am 1. September 2021 wurde die erste Partie im neuen Stadion mit dem WM-Qualifikationsspiel gegen Aserbaidschan ausgetragen.

## Zuschauer
Obwohl das allgemeine Interesse am Fußball stetig zunimmt, sind die Zuschauerzahlen seit den 1980er Jahren rückläufig. Selbst beim 14-maligen Meister und siebenfachen Pokalsieger F91 Düdelingen halbierten sich die Besucherzahlen der Ligaspiele seit 1991 nahezu trotz der jüngsten internationalen Erfolge. Besonders gravierend ist die Situation in der Hauptstadt, wo der Fusionsverein RFC Union Luxemburg seit Bestehen auf einen durchschnittlichen Besuch von 263 Zuschauern pro Saison kommt.
Die Fankultur in Luxemburg ist nicht so ausgeprägt wie in den Ligen benachbarter Staaten. Es besteht eine große Anhängerschaft von Bundesligaklubs in Luxemburg. Bedingt durch die geographische Nähe erfreuen sich viele Vereine aus dem Westen Deutschlands, insbesondere Borussia Dortmund und Borussia Mönchengladbach, großer Beliebtheit.

## Wirtschaft
Die Dominanz von F91 Düdelingen in der heimischen Liga und die Erfolge in den europäischen Wettbewerben waren hauptsächlich auf das finanzielle Engagement des Immobilien-Unternehmers Flavio Becca, einem der reichsten Männer des Großherzogtums, zurückzuführen. Becca beendete im Sommer 2020 sein Engagement in Düdelingen und setzt es seitdem als Investor bei Swift Hesperingen fort. Ansonsten gibt es so gut wie kein Sportsponsoring im luxemburgischen Fußball. Kaum ein Verein in der BGL Ligue erhält nennenswerte finanzielle Zuwendungen von Unternehmen, für die es sich aus Marketing-Gründen und wegen geringer TV-Präsenz nicht lohnt, größere Beträge in den Fußball zu investieren. Einen anderen Weg geht der FC Progrès Niederkorn, der in den letzten Jahren erfolgreich auf eine große Anzahl kleiner Sponsoren setzte.
Die Interessenvertretung der europäischen Fußballvereine, European Club Association (ECA) erwirkte 2015 bei der FIFA, mehr Geld für den Europapokal und die Abstellung von Nationalspielern für Spiele der WM-Qualifikation auszuschütten. So nahm F91 Düdelingen bei der Qualifikation für die Fußball-Europameisterschaft 2012 rund 180.000 Euro für die Abstellung seiner Nationalspieler ein. Durch die neue Regelung vergrößert sich das wirtschaftliche Gefälle zwischen Topvereinen wie Düdelingen, Fola, Differdingen, der FC Progrès oder Jeunesse Esch und den kleineren Vereinen, die selten oder nie in den Genuss solcher Prämien kommen.
Auch die FLF treibt die Professionalisierung des Verbandes voran. Seit 2018 ist die Volkswagen AG offizieller Mobilitätspartner und stattet die FLF mit einem kompletten Fuhrpark aus. Die Fahrzeuge werden für den Transport von Jugendmannschaften, Fahrten zu Wettkämpfen oder interne Zwecke eingesetzt. Sichtbarstes Zeichen der Partnerschaft ist das VW-Logo auf den Trikots aller Mannschaften.
Im Mai 2019 wurde ein Sponsorenvertrag mit der Wirtschaftsprüfungsgesellschaft PwC abgeschlossen.

## Fernsehen/Medien
In den letzten Jahren kann ein steigendes Medieninteresse konstatiert werden. Mehrere Tageszeitungen berichten von den Spielen vor Ort. Zudem gibt es zunehmend Live-Übertragungen im Internet und Radio sowie Zusammenfassungen der Spiele im Fernsehen.